# Apartheid

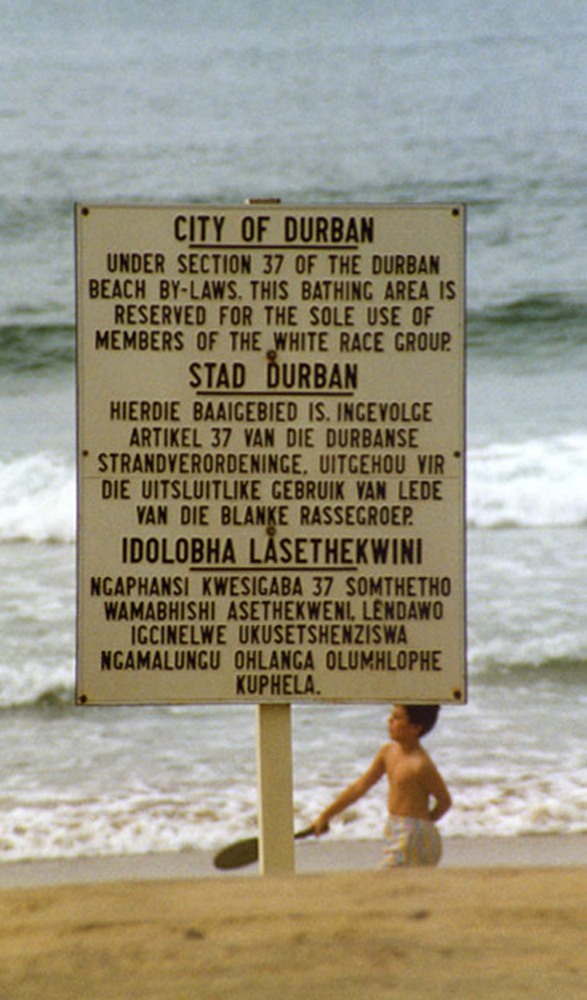
„Badebereich nur für Angehörige der weißen Rasse“ – dreisprachiges Schild (Englisch, Afrikaans, isiZulu) am Strand der Großstadt Durban, 1989

Apartheid (wörtlich „Getrenntheit“) bezeichnet das politische System der staatlich festgelegten und organisierten Rassentrennung in Südafrika und Südwestafrika. Dabei wurde die Bevölkerung anhand äußerer Merkmale in acht verschiedene „Rassen“ eingeteilt und kennzeichnete sich durch eine autoritäre, selbsterklärte Vorherrschaft der weißen, europäischstämmigen Bevölkerungsgruppe. Obwohl die überwiegende Mehrheit der Menschen Schwarze waren, lag die politische und wirtschaftliche Macht ausschließlich in den Händen der weißen Bevölkerungsminderheit und führte zu einer massiven institutionellen Benachteiligung der nicht-weißen Bevölkerungsmehrheit. Zentrales Merkmal war die räumliche Segregation der schwarzen Bevölkerungsgruppe, die in sogenannten Homelands angesiedelt wurden. Die Apartheid begann am Anfang des 20. Jahrhunderts und erreichte in den 1940er Jahren, besonders nach dem Wahlsieg der Nationalen Partei (1948), ihre Hochphase. Sie endete nach massivem Widerstand der schwarzen Bevölkerung ab 1990 in einer Transformationsphase von umfassenden Verhandlungen mit einem demokratischen System- und Regierungswechsel, bei dem Nelson Mandela 1994 der erste schwarze Präsident der Republik Südafrika wurde. Heute wird der Begriff manchmal auch als Synonym für rassistische Segregation im Allgemeinen verwendet. Zudem wurde das politische Handeln mit solchen Bestrebungen als Straftatbestand ins internationale Recht aufgenommen (→ Apartheid (Recht)).

## Etymologie
Apartheid bedeutet ‚Getrenntheit‘, gebildet aus dem Afrikaans- oder niederländischen Adjektiv apart für ‚getrennt, einzeln, besonders, anders‘, was ursprünglich aus dem Lateinischen stammt: pars ‚der Teil‘, ad partem ‚(nur) zu einem Teil‘. In weiteren Sprachen:
- Im Französischen bedeutet à part de ‚abseits von, ausgenommen von‘.
- Im Englischen bedeutet apart ‚abseits, getrennt‘, aber auch ‚merkwürdig‘.
- Im Deutschen gibt es eine Verwandtschaft im Wort Partei, während das Wort apart hauptsächlich im Sinne von ‚reizend, attraktiv‘ verwendet wird.

## Vorbedingungen
Bei der Entwicklung von Theorie und Praxis der Apartheid waren viele historische, gesellschaftlich-soziologische, religiöse und psychologische Faktoren wirksam. Die Relevanz und Bedeutung der einzelnen Komponenten wird von der Forschung kontrovers diskutiert. Im engeren Sinne wird nur die seit 1948 praktizierte gesetzlich verankerte Politik der Rassentrennung als Apartheid bezeichnet. In Südafrika wird der Apartheidsbegriff von offiziellen Stellen bereits für die politisch-legislativen Maßnahmen zur Rassentrennung vor 1948 verwendet, da die Grundlagen der Apartheid bereits ab 1908 schrittweise entstanden. Mit dem Sieg der Nationalen Partei – sie gewann zwar keine Mehrheit der Stimmen, siegte aber aufgrund des Wahlsystems – bei den Parlamentswahlen 1948 und der sich anschließenden Regierungsbildung unter Führung von Daniel François Malan erreichte die Ideologie der Apartheid eine Dynamik hin zu einer noch strengeren und autoritären Ausprägung als die Rassentrennungspolitik vorangegangener Regierungen. Die Geschichte der Apartheid in Südafrika wurde vor allem durch die Konflikte zwischen zugewanderten Bevölkerungsgruppen der Bantu, niederländischstämmigen Buren, Briten und später auch den als Coloured bezeichneten „Mischlingen“ sowie Indischstämmigen geprägt. Dementsprechend war die demographische Struktur Südafrikas eine Basis zur Herausbildung des Apartheidsystems.

### Von der Ostindien-Kompanie bis zum Eingreifen der Briten
Ursprünglich war das Gebiet südlich des Sambesi durch die Volksgruppe der San besiedelt, bevor im 16./17. Jahrhundert bantusprachige Gruppen aus dem Norden in deren Siedlungsgebiet vordrangen und die San teilweise verdrängten. Hinzu kam, dass portugiesische Seefahrer Mitte des 16. Jahrhunderts als erste Europäer kleine Niederlassungen im Küstengebiet errichteten. Am Kap der Guten Hoffnung gründete Jan van Riebeeck im Namen der Niederländischen Ostindien-Kompanie (VOC) im Jahr 1652 eine Station zur Versorgung von Schiffen mit Lebensmitteln, aus der sich in der Folge Kapstadt entwickelte. Niederländische Siedler, die sich ab dem 18. Jahrhundert selbst als Buren bezeichneten, betrieben Landwirtschaft und begannen mit einheimischen Völkern Handel zu treiben. Die Briten erlangten die Kontrolle über die Kapprovinz. Bei ihrem Vordringen Richtung Osten stießen sie auf die Xhosa; von 1779 bis 1879 kam es zu neun Kriegen (Xhosa- oder Kap-Grenzkriege), bei denen die Xhosa den weißen Truppen unterlagen.

### Calvinismus und Apartheid
Die niederländischstämmigen Buren waren durch den Calvinismus geprägt, der Johannes Calvins Prädestinationslehre weiterentwickelte. In der neo-calvinistischen Nederduitse Gereformeerde Kerk (NGK) auf dem Gebiet des heutigen Südafrikas, der auch heute noch die Mehrzahl aller weißen Afrikaaner angehören, war es bis 1857 selbstverständlich, dass Weiße und Nichtweiße gemeinsam beteten und kommunizierten. Erst 1857 beschloss diese, dass Nichtweiße „ihre christlichen Privilegien in einem separaten Gebäude oder Institute genießen“ sollten. Zur religiösen Legitimation der Apartheid wurden Stellen aus dem Alten Testament wie Dtn 23,3  oder Jos 23,9-13  herangezogen.
Mit zentralen Aussagen Calvins, für den eine Unterscheidung zwischen arm und reich, Freien und Sklaven, Frauen und Männern sowie Rassen bzw. Nationalitäten in der Kirche undenkbar war (siehe Gal 3,26-29 ), ist eine theologische Rechtfertigung der Apartheid wie etwa durch die NGK nicht vereinbar. Wiederholt wurde in der Forschung (beispielsweise F. A. van Jaarsfeld, Edward A. Tiryakian und T. Dunbar Moodie) ab den 1950er Jahren die Meinung vertreten, dass einige Aspekte des Calvinismus eine wichtige Rolle bei der Ausbildung des Apartheidssystems gespielt hätten. Diesen Sichtweisen wurde ab den 1980er Jahren (beispielsweise von André du Toit oder Norman Etherington) vermehrt widersprochen.

### Britische Kolonialpolitik am Kap
Unter der britischen Herrschaft zu Beginn des 20. Jahrhunderts bildeten sich die ersten umfassend geplanten Apartheidsstrukturen in Südafrika heraus.
Von 1903 bis 1905 sollte die South African Native Affairs Commission (SANAC) eine gemeinsame Ethnienpolitik für alle vier südafrikanischen Provinzen (Natal, Kapkolonie, Oranje-Freistaat und Transvaal) festlegen. Die Kommission schlug die Errichtung im Sinne der in Natal herrschenden Praxis der Native Administration vor. Diese separate Zuständigkeit einer mächtigen Verwaltungsbehörde wurde ab 1958 in Form der Bantu Administration das organisatorische Zentrum im Apartheidregime.
1910 wurde die Südafrikanische Union durch den Zusammenschluss der vier Provinzen gegründet. Die Union war von Anfang an unter Kontrolle der Weißen. Schwarze wie auch Farbige und Asiaten erhielten kein Wahlrecht, obwohl es Bemühungen dieser Art durch den Missionar James Stewart gegeben hatte. Nur an den Provinzregierungen durften sie partizipieren. Des Weiteren war jeglicher sexuelle Kontakt zwischen Vertretern unterschiedlicher „Rassen“ verboten. Die Segregationspolitik wurde durch die weißen Machthaber mit einer wachsenden Zahl von Gesetzen untermauert.
Der Mines and Works Act legte 1911 die ungleiche Behandlung der Weißen und Schwarzen in der Wirtschaft fest. Das wohl wesentlichste Gesetz der räumlichen Trennung, der Natives Land Act, wurde 1913 in Kraft gesetzt. In der Folge durfte die schwarze Bevölkerung nur noch in den ihnen zugewiesenen Reservaten Land erwerben. Diese Areale umfassten rund 7,3 Prozent des südafrikanischen Territoriums. Zehn Jahre später vollzog der Natives Urban Areas Act die räumliche Trennung auch in städtischen Gebieten. Gegen die wachsende Ungleichheit der Bevölkerungsgruppen erklärte sich im Jahre 1923 eine interkirchliche Missionskonferenz, die sich unter der Leitung von Johannes Du Plessis mit einem diesbezüglichen Forderungspapier an die damalige Regierung Südafrikas wandte.
Im Jahr 1924 schränkte der Industrial Conciliation Act das Zusammenwirken der möglichen Tarifpartner ein. Mit diesem Gesetz schuf man sogenannte Industrieräte (englisch: Industrial Councils), um die bisherigen Auseinandersetzungen zwischen Arbeiterkommandos und dem Militär zu verhindern. Diese Industrieräte arbeiteten ähnlich wie Tarifkommissionen und hatten Beschlussfassungskompetenz, die jedoch im Einzelnen durch den Arbeitsminister bestätigt werden mussten. Von der Seite der Arbeiter konnten nur Personen mit dem vom Gesetz definierten Status als employees (Arbeitnehmer) daran mitwirken. Schwarze Arbeitnehmer waren jedoch davon ausgeschlossen und galten demzufolge auch nicht als tariffähig. Die Regierung des 1924 gewählten Bündnisses zwischen der National Party und der South African Labour Party unter dem gemeinsamen Ministerpräsidenten James Barry Munnick Hertzog entwickelte eine Civilized Labour Policy (zivilisierte Arbeitspolitik), nach der alle öffentlichen Arbeitgeber nur noch weiße Arbeitskräfte einzustellen hatten. Demnach verloren beispielsweise im staatlichen Eisenbahnbereich tausende schwarze Arbeitnehmer ihren Arbeitsplatz. Der damalige sozialdemokratische Arbeitsminister Frederic Creswell definierte „unzivilisierte Arbeit“ als eine Tätigkeit von Personen, die sich auf einen Lebensstil mit den nur allernötigsten Verpflichtungen beschränken, wie es unter „barbarischen und unentwickelten Menschen“ üblich sei.
Weitere gesetzliche Maßnahmen, die zu Einschränkungen für die nichtweiße Bevölkerung führten, gab es in den 1930er und 1940er Jahren. Im Jahr 1948 gewann die Nationale Partei die Parlamentswahlen, wobei zwar ihre Gegner die Mehrheit der Wählerstimmen gewannen, sie aber aufgrund des Wahlsystems die Mehrheit der Sitze bekam. Zwar gewannen bei der nachfolgenden Parlamentswahl 1953 erneut Apartheidsgegner (äußerst knapp) die Mehrheit der Wählerstimmen, die NP konnte sich aber wegen des Wahlsystems wieder die Mehrheit der Sitze sichern. Danach hatte die NP das Wahlsystem ausreichend geändert und Minderheiten konsequent vom Wahlrecht ausgeschlossen, sodass sie durch Wahlen nicht mehr ernsthaft in ihrer Macht bedroht war und bis 1994 an der Regierung blieb.

## Errichtung des Apartheidsregimes
Aus dieser Tradition heraus wurde die Rassentrennung gerechtfertigt, mit Empfehlungen aus einer mit Wissenschaftlern besetzten Kommission unterstützt und schließlich mit Gesetzen und einer speziellen Behörde institutionalisiert. In den Gesetzestexten wurde die Apartheid dabei mit dem Euphemismus „Getrennte Entwicklung“ (afrikaans: Afsonderlike Ontwikkeling) bezeichnet.
Der Sieg der burischen Nationalisten war eng verknüpft mit dem Zweiten Weltkrieg. Unter dem zuvor amtierenden Premierminister Jan Christiaan Smuts beteiligte sich Südafrika an der Seite der Briten an militärischen Auseinandersetzungen. Die Nationalisten hingegen waren gegen eine Einmischung in das kriegerische Geschehen und sympathisierten offen mit dem deutschen nationalsozialistischen Regime. Das wahlberechtigte Volk stimmte mehrheitlich mit den Nationalisten überein.
Der Regierungswechsel stellte für viele Buren, die zuvor unter britischer Herrschaft kaum Anschluss an die führende Spitze des Landes gefunden hatten, den Ausstieg aus der Armut dar. Viele zogen in urbane Gebiete und fanden dort in der aufstrebenden Wirtschaft Arbeit. Die Nationalisten, die sich im Übrigen von den Briten abzugrenzen versuchten, lenkten nun auch die Rassenpolitik in neue Bahnen. Dabei verfolgten sie drei Ziele: Erstens wollten sie die politische Macht konsolidieren, zweitens ihre Vision der Rassenbeziehungen umsetzen und drittens sollte der Bildungsstand und wirtschaftliche Status der Buren angehoben werden.
Vor 1948 waren die Schwarzen schrittweise von der selbstbestimmten politischen Teilhabe und hohen Positionen in der Wirtschaft ausgeschlossen. Die Rassentrennung war zum Teil durch das Gesetz und zum Teil durch den inoffiziellen Brauch gegeben. Die Ordnung war jedoch nicht sehr strikt. Es gab durchaus Farbige, die neben Weißen wohnten, indische Geschäftsleute, welche im Stadtzentrum ihren Aufgaben nachgingen, oder Schwarze, die außerhalb ihrer Reservate ihre Farmen bewirtschafteten.
Diese „Löcher“ in der Rassentrennung schlossen die Nationalisten mit diversen Maßnahmen. Als erstes teilten sie die ganze südafrikanische Bevölkerung in vier ethnisch differenzierte Klassen ein: Weiße, Farbige, Asiaten und Schwarze bzw. auf Englisch White, Coloured, Asiatic oder Indian und Native oder später Bantu und African. (Siehe auch: Bevölkerung Südafrikas). Die Zuordnung zu einer dieser Gruppen geschah nach bestimmten Kriterien. Die Interpretation der Testergebnisse lag oft im Ermessen des Versuchsleiters. Dies betraf besonders die Einteilung in Schwarze und Farbige. Es kamen dabei verschiedene Tests zum Einsatz, wie zum Beispiel, ob ein in die Haare gesteckter Stift herunterfällt, wenn der Proband den Kopf schüttelt. Fiel der Stift heraus, so galt der Proband als Farbiger, blieb der Stift stecken, galt er als Schwarzer. Dies hatte zur Folge, dass Kurzhaarfrisuren populär wurden. Ein anderer dieser Tests bestand darin, dass der Testleiter mit Kraft eine Fingerkuppe der zu testenden Person zusammendrückte. Aus der Farbe des nach dem Loslassen verfärbten – weil blutleeren – Fingernagelbetts wurde auf die Rassenzugehörigkeit geschlossen.
Die Rassenordnung bestimmte fortan das gesamte Leben. An öffentlichen Orten war eine strikte Trennung von Weißen und Nicht-Weißen vorgeschrieben. Mischehen und sexuelle Beziehungen untereinander waren verboten. Mit dem Group Areas Act vom 13. Juni 1950 wurde die Trennung der Wohngebiete festgeschrieben. In städtischen Gebieten wurden getrennte Wohnbereiche für die verschiedenen Rassen geschaffen; die Ausbildung richtete sich ebenfalls nach der entsprechenden Rasse. Schwarze mussten außerhalb ihrer Reservate einen Pass bei sich tragen. Damit sollten in städtischen Gebieten nur jene Schwarzen geduldet werden, die dafür eine Arbeitserlaubnis vorweisen konnten. Alle übrigen Schwarzen wurden als Ausländer angesehen. Die in den Städten arbeitenden Schwarzen wurden als Gastarbeiter akzeptiert. Sie lebten überwiegend in sogenannten Townships am Stadtrand. Nichtstädtische Schwarze durften sich gemäß dem Native Laws Amendment Act von 1952 ohne Genehmigung nur 72 Stunden in Städten aufhalten. Damit war die Apartheid legalistisch vollständig. Dennoch war der Lebensstandard, die Bildungsmöglichkeiten in Schulen und den wenigen für sie zugelassenen Universitäten sowie die medizinische Versorgung und somit die Lebenserwartung der Schwarzen höher als in allen anderen afrikanischen Ländern, weswegen Südafrika auch während der Apartheid mit illegaler Einwanderung aus den nördlichen Anrainerstaaten konfrontiert war.
1953 wurde der Bantu Education Act verabschiedet, der am 1. April 1955 die Kontrolle über die Bildung der Schwarzen vom Bildungsministerium auf das Native Affairs Department übertrug. Hintergrund war es, die Afrikaner zu körperlicher Arbeit auszubilden; anstelle von Mathematik und Englisch sollte Landwirtschaft gelehrt werden. Gleichzeitig sollten alle afrikanischen Grund- und Oberschulen, die von Kirchen und Missionen betrieben wurden, von der Regierung übernommen werden, ansonsten würden diese Schulen keine staatlichen Mittel mehr als Unterstützung erhalten. Aus Protest rief der African National Congress (ANC) einen einwöchigen Schulboykott aus, der am 1. April 1955 beginnen sollte. Daraufhin wurde das Gesetz dahingehend geändert, dass die Erziehung für alle gleich sein solle.

## Gesetzgebung der Rassenpolitik in Südafrika
Die Politik in Südafrika schuf eine Reihe von verschiedenen Gesetzen, Verordnungen und administrativen Strukturen, welche den Regierungen weitgehende Vollmachten ermöglichten, die Benachteiligung großer Bevölkerungsgruppen durchzusetzen und die Macht der Weißen über die anderen Gruppen zu untermauern.

### Erste Hälfte des 20. Jahrhunderts
Nach dem Ende des Zweiten Burenkriegs beauftragte der Gouverneur der Kapkolonie, Lord Milner, 1903 eine Kommission (South African Native Affairs Commission) mit der Untersuchung aller Lebensverhältnisse in der Eingeborenenbevölkerung von den vier „Südafrikanischen Kolonien“, also in der Kapkolonie einschließlich Natal, in Transvaal sowie in der Oranjefluss-Kolonie.
Diese von 1903 bis 1905 tätige Kommission war auf Grund ihrer personellen Zusammensetzung von europäischen Interessen geprägt und stand unter der Leitung von Sir Godfrey Lagden. In der Öffentlichkeit trug die Kommission und deren Report seinen Namen. Der sogenannte Lagden-Report und die aus seinen Empfehlungen folgende Gesetzgebung wird heute als Reaktion auf die Minderheitssituation der weißen Bevölkerung mit ihren fortschreitenden wirtschaftlichen Problemen interpretiert.

Der zunehmende Landbesitz (treuhänderisch oder Gewohnheitsrecht) unter der einheimischen Bevölkerung, eine damalige zentrale Frage, sollte nach den Empfehlungen des Reports so gestaltet werden, dass er von den Gebieten der weißen Bevölkerung sowohl räumlich als auch strikt rechtlich abgetrennt war. Die weiße Bevölkerung erwarb nun Landbesitz auf Vorrat. Die dadurch eintretende Landverknappung minderte den sozialen Aufstieg der schwarzen Bevölkerung durch eigene landwirtschaftliche Betätigung und hemmte auf diese Weise nicht nur deren Gesamtentwicklung, sondern erzeugte eine Bevölkerungswanderung in Südafrika mit Konzentration an neuen Orten. Diese institutionelle Benachteiligung der einheimischen Bevölkerung zu Ungunsten ihrer Erwerbsgrundlagen in den Heimatgebieten schuf eine wachsende Zahl von Wanderarbeitern, die sich zunehmend in den Bergbauzentren konzentrierten oder sie in einem Abhängigkeitssystem zu Lohnarbeit auf „weißen“ Farmen zwang.
Mit dem Natives Land Act (Act No. 27) von 1913 wurde versucht, den Landerwerb durch die schwarze Bevölkerung außerhalb jener Gebiete zu stoppen, die von der Regierung für ihre Ansiedlung vorgesehen waren. Somit betrieb man eine Konzentration der einheimischen afrikanischen Bevölkerung in den African Reserves genannten neuen Siedlungsarealen, indem man sie dort durch Grundstückskäufe und Pachtverträge gezielt zu binden versuchte. Auf diese Weise waren die Bewohner jener Areale als niedrigentlohnter Arbeitskräftepool zu Gunsten der Farmen und den Industrien der Weißen in den Städten gesteuert verfügbar gehalten. An dieser damaligen Strukturentwicklungspolitik wird der ökonomische Charakter des Apartheidkonzeptes erkennbar. Der Natives Land Act wird demzufolge als erster legislativer Meilenstein für die gesamte Apartheidpolitik angesehen. Auf seiner Grundlage schuf man 1916 die Beaumont-Kommission (Beaumont Commission), deren Aufgabe es war, eine nähere räumliche Definition für die neuen „schwarzen“ Siedlungsgebiete festzulegen. Sie erhielt ihren Namen nach William Henry Beaumont, einem ehemaligen Administrator von Natal.
Der Vertreibungsprozess der schwarzen Bevölkerung aus den Städten in die African Reserves begann in Transvaal, wo die Transvaal Local Government Commission (Stallard Commission) nach der neuen Ansiedlungspolitik zielstrebig vorging. Sie argumentierte dabei mit ihrer grundsätzlichen Auffassung, wonach die Städte von der weißen Bevölkerung angelegt wurden und deshalb der schwarzen Bevölkerung darin nur ein zeitweiliger Aufenthalt erlaubt wäre.
Der Native (Urban Area) Act (Act No 21) von 1923 stellt den zweiten Meilenstein in der frühen Apartheidsphase dar. Diesem Gesetz folgte 1945 in der Sache der Native (Urban Areas) Consolidation Act (Act No 25), der 1986 wiederum durch den Abolition of Influx Control Act '(Act No 68) aufgehoben wurde.
Im Jahr 1927 beschloss das Südafrikanische Parlament den Native Administration Act (Act No 38). Dieses Gesetz gestaltete alle Fragen der einheimischen Bevölkerung in der Weise neu, dass die Zuständigkeit von der parlamentarischen Ebene der Südafrikanischen Union in die Verantwortung der Regierung und ihre regionalen Verwaltungen verschoben wurde. Damit festigte man mittels der Gesetzgebung ein Zweiklassen-Staatsbürgerrecht, das die Grundlage für das 1951 in Kraft getretene Gesetz Bantu Authorities Act bildete, mit dem später eine Selbstverwaltung unter weißer Oberaufsicht geschaffen wurde.
Während der weltwirtschaftlichen Depression in den 1930er Jahren verstärkte sich auf dem Gebiet der Südafrikanischen Union die Überweidung landwirtschaftlicher Flächen und es entstand eine Überbevölkerung in den betroffenen Regionen des Landes, was eine fortschreitende Bodenerosion und sinkende Nahrungsmittelproduktion verursachte. Die naturräumlichen Veränderungen nutzte man zu weiteren reglementierenden Eingriffen in den Grundstücksverkehr. Dazu beschloss das Parlament 1936 auf Empfehlung der Beaumont-Kommission den Development Trust and Land Act (Act No 18). Das Gesetz stellte eine Reaktion auf die zunehmenden Konflikte um Landbesitz zwischen schwarzen Farmern und den gesetzlich begünstigten weißen Farmern dar. Mittels dieser Rechtsvorschrift schuf die Südafrikanische Union ein System zur Registrierung der Farmwirtschaft sowie eine Kontrolle der Viehhaltung und Zuteilung der Landverpachtung an Schwarze. Zudem verbot man für die schwarze Bevölkerung den Grundbesitz und dessen Erwerb außerhalb der angewiesenen Siedlungsgebiete. Im Jahr 1936 wurde mit dem Representation of Natives Act das Wahlrecht der schwarzen Bevölkerung für eine Parlamentsvertretung stark eingeschränkt.
Der Natives Laws Amendment Act (Act No 46 / 1937) von 1937 reduzierte die Rechte von schwarzen Arbeitnehmern. Arbeitssuchende aus ländlichen Gebieten hatten nun in den Städten nur noch ein Aufenthaltsrecht für 14 Tage einschließlich ihrer Rückkehr zum Heimatort. Der industrielle Aufschwung im Verlauf des Zweiten Weltkriegs beförderte im Parlament und in der Regierung Haltungen, diese Einschränkungen wieder zu lockern. Jedoch griff 1948 die Regierung der burischen Nasionalen Party den Stand von 1937 auf und machte ihn zur Grundlage weiterer Restriktionen in ihrer Apartheidpolitik.
Für die administrative Umsetzung der erdachten Kontrollsysteme errichtete man eine staatliche Verwaltungsstruktur, den South African Native Trust (SANT). Mit diesem Instrument wurde in den ländlichen Arealen eine restriktive Umverteilungspolitik von Landvermögen unter Nutzung verfügbarer staatlicher Planungs- und Siedlungspolitik begonnen. In deren Folge setzte eine Vertreibung nicht registrierter Landwirte ein, sofern sie nicht offiziell auf den weißen Farmen als Arbeiter angemeldet waren. Die Enteignung eines erheblichen Teiles der dort lebenden einheimischen Bevölkerung war die beabsichtigte ökonomische Wirkung dieser parlamentarischen Reformbestrebungen. Man bezeichnete das als „Besserungsplanung“ (Betterment planning) und setzte diese Vorgaben in den späten 1930er und 1940er Jahren strikt um. Das führte zu einer Ausweitung der Befugnisse von den damit befassten Regierungsbeamten, den Native Commissioners und Agricultural Officers.

### Gesetzgebung ab 1948

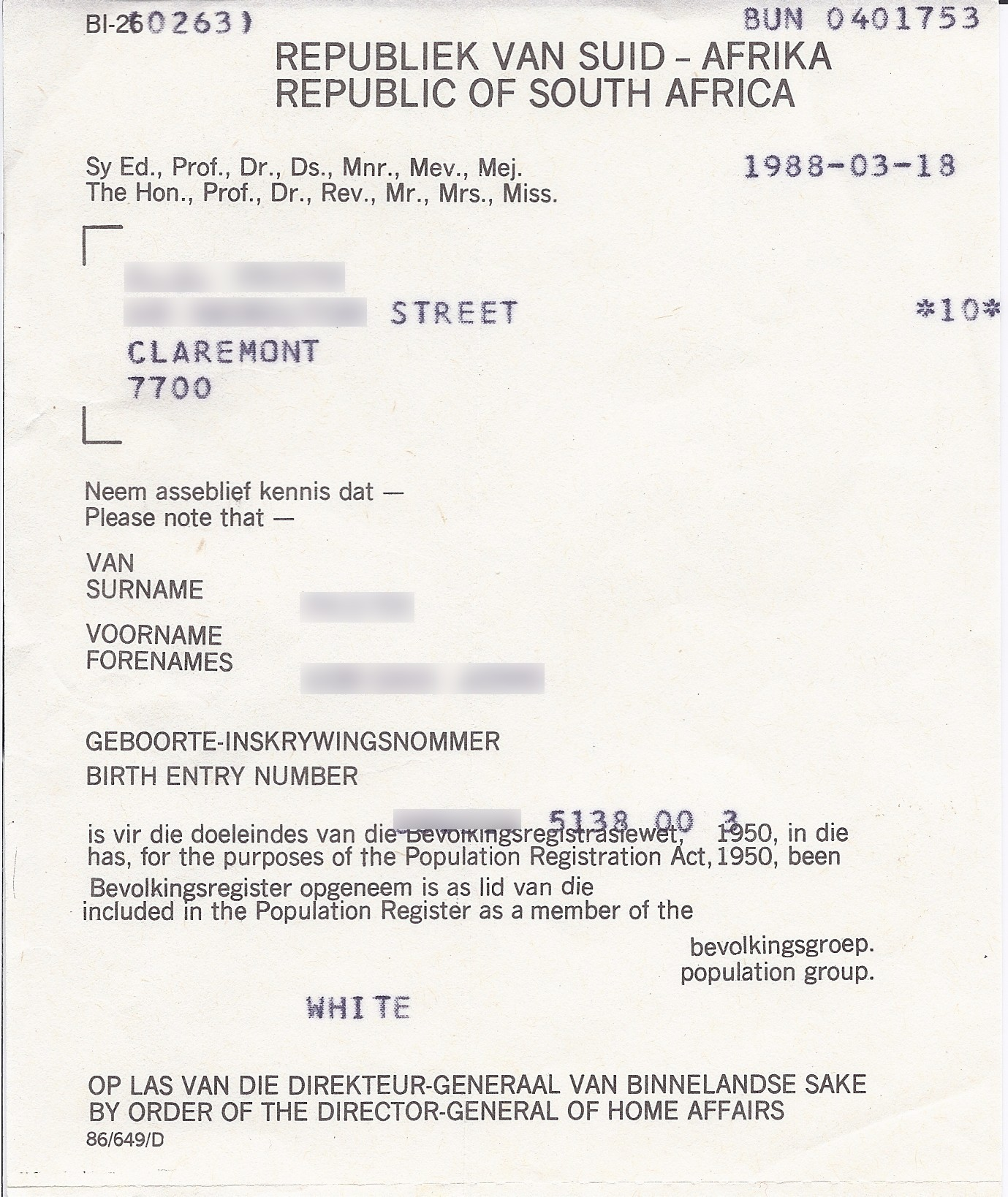
Bescheinigung von 1988 über die Zugehörigkeit einer Person zur Bevölkerungsgruppe White

Noch im selben Jahr ihres Sieges bei den Parlamentswahlen 1948 – bei der die Mehrheit der Bevölkerung sie nicht gewählt hatte, die sie aber aufgrund des Wahlsystems gewann – begann die Nationale Partei (Nasionale Party) unter dem neuen Premierminister Daniel François Malan Gesetze zu verabschieden, die die Segregation verschiedener Bevölkerungsgruppen schärfer definieren und weiter durchsetzen sollten. Mit der Verabschiedung dieser Gesetze wurde die Rassendiskriminierung in Südafrika, die Apartheid, auf systematische Art und Weise institutionalisiert und gesetzlich festgeschrieben.
Ideologische Voraussetzung dieser Gesetzgebung war die Einteilung der Bevölkerung nach Zugehörigkeit zu einer „Rasse“, wobei zunächst die Hautfarbe bis in die 1950er Jahre als Maßstab galt. Ziel war die Errichtung von unabhängigen, sogenannten Homelands und die Einrichtung melderechtlicher Nationalitäteneinheiten (national unit). Es wurden zunächst 8 solcher „national unit“ eingerichtet, die später um zwei weitere ergänzt wurden.
Die Gesetze (englisch: Acts) zur systematischen Umsetzung des Apartheidskonzeptes wurden nach der Wahl 1948 und der anschließenden Erklärung der „Grand Apartheid“ in Kraft gesetzt. Wichtige Beispiele von Rechtsvorschriften zur Durchsetzung der Apartheid waren folgende:

#### 1940er Jahre
- Prohibition of Mixed Marriages Act, Act No 55 (1949)

#### 1950er Jahre
- Immorality Act, Act No 21 (1950); geändert (1957) (Act No 23)
- Population Registration Act, Act No 30 (1950)
- Suppression of Communism Act, Act No 44 (1950)
- Group Areas Act, Act No 41 (1950)
- Bantu Building Workers Act, Act No 27 (1951)
- Separate Representation of Voters Act, Act No 46 (1951)
- Prevention of Illegal Squatting Act, Act No 52 (1951)
- Bantu Authorities Act, Act No 68 (1951)
- Natives Laws Amendment Act, Act No 54 (1952)
- Natives Abolition of Passes & Coordination of Doc’s Act, Act No 67 (1952)
- Native Labour Settlement of Disputes Act, Act No 48 (1953)
- Bantu Education Act, Act No 47 (1953)
- Reservation of Separate Amenities Act, Act No 49 (1953)
- Natives Resettlement Act, Act No 19 (1954)
- Group Areas Development Act, Act No 69 (1955)
- Bantu Prohibition of Interdicts Act, Act No 64 (1956)
- Bantu Investment Corporation Act, Act No 34 (1959)
- Promotion of Bantu Self-Government Act, Act No 46 (1959)

#### 1960er Jahre
- Coloured Persons Communal Reserves Act, Act No 3 (1961)
- Preservation of Coloured Areas Act, Act No 31 (1961)
- Urban Bantu Councils Act, Act No 79 (1961)
- General Laws Amendment Act, Act No 37 (1963)
- Bantu Homelands Development Corporations Act, Act No 86 (1965)
- General Laws Amendment Act, Act No 83 (1967) sogenannter Terrorism Act
- Promotion of Economic Development of Homelands Act, Act No. 46 (1968)

#### 1970er Jahre
- Bantu Homelands Citizenship Act, Act No 26 (1970)
- Bantu Homelands Constitution Act, Act No 21 (1971)
- Internal Security Amendment Act, Act No 79 (1976)
- Police Amendment Act, Act No 64 (1979)

## Auswirkungen der Apartheid in der südafrikanischen Gesellschaft

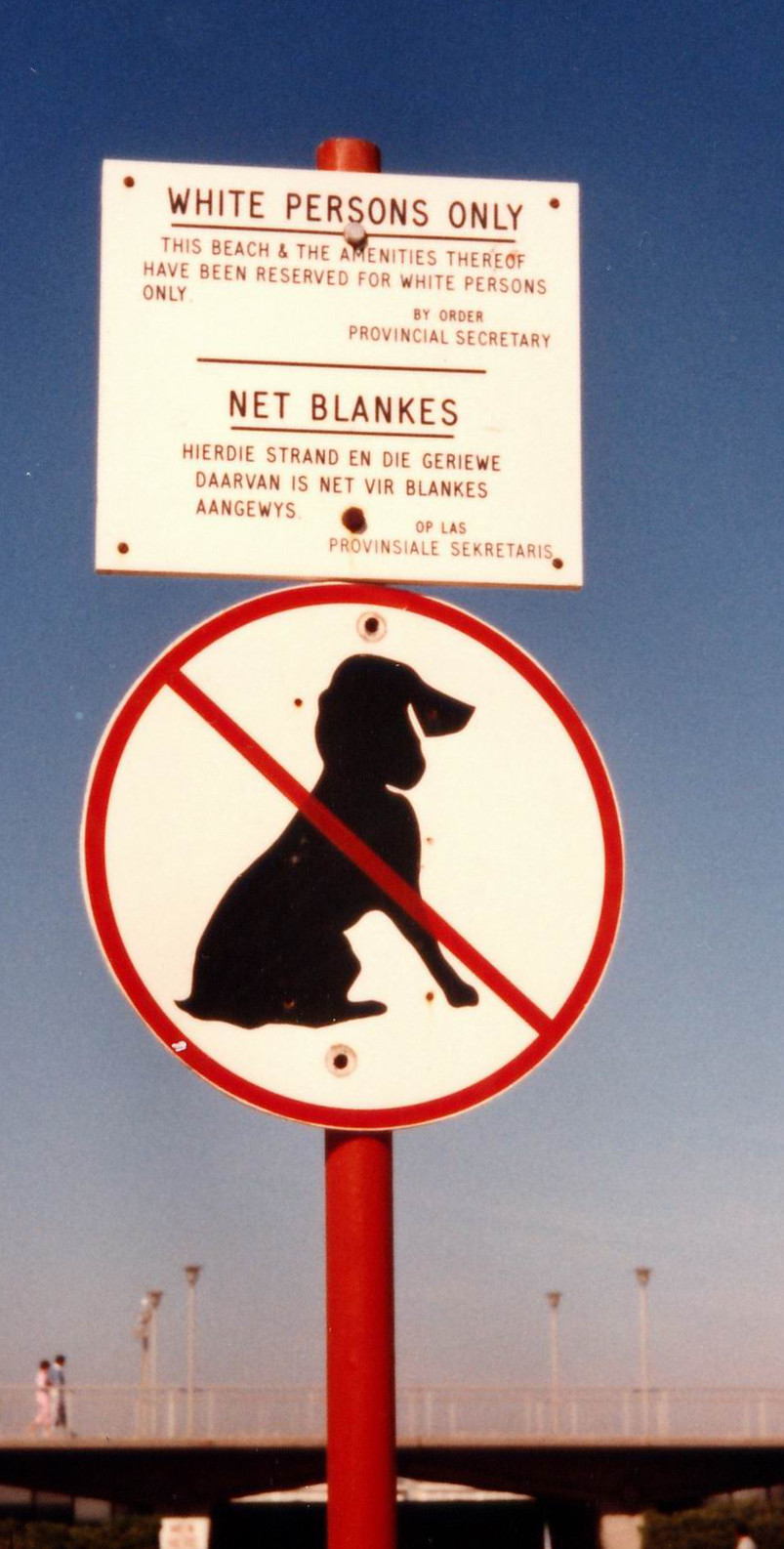
„Nur weiße Personen – Dieser Strand und die dazugehörigen Einrichtungen wurden nur für Weiße reserviert“. Schild auf Englisch und Afrikaans am Strand von Muizenberg nahe Kapstadt, 1985

### Allgemeines
Die Auswirkungen der Apartheidpolitik werden von manchen Forschern in zwei Aspekte eingeteilt: die kleine Apartheid, auch Petty Apartheid genannt, und die große Apartheid oder Grand Apartheid. Mit große Apartheid ist die räumliche Trennung im großen Maßstab gemeint, die eigentliche Segregations- oder Homeland-Politik. Andere wissenschaftliche Darstellungen greifen diese Zweiteilung nicht auf, da das System systematischer Benachteiligungen miteinander sehr komplex verknüpft war.

### Öffentliches Leben

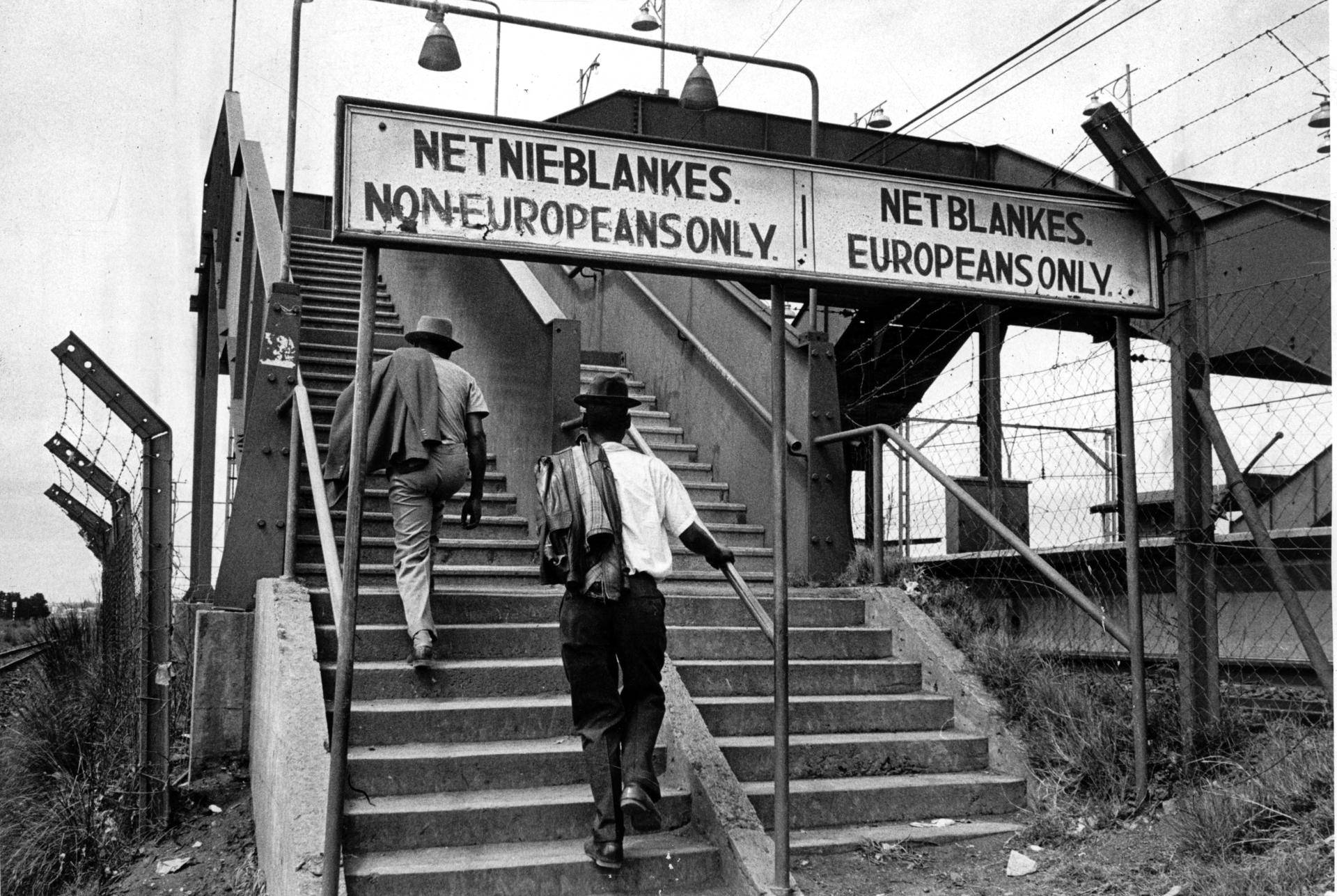
Rassentrennung dienende Hinweisschilder an einem südafrikanischen Bahnhof, vor 1972

Im Alltag der Nicht-Weißen waren die Formen der kleinen Apartheid unmittelbar spürbar. Sie beinhaltete die rassistisch motivierte Trennung im Dienstleistungsbereich und im öffentlichen Raum, wie auch etwa das Verbot des Betretens von öffentlichen Parkanlagen oder Badestränden und Schwimmbädern für Schwarze, separate Abteile in öffentlichen Verkehrsmitteln oder eigene Schulen. Unmissverständliche Regelungen und Verbote zur Trennung im öffentlichen Raum wurden durch Schilder erreicht. Unternehmen mussten getrennte Toiletten und Kantinen errichten. Einige Einrichtungen waren nur für Weiße zugänglich, wie hochklassige Hotels. Der Einzelhandel wickelte seinen Kundenverkehr entweder über zwei Türensysteme ab oder nahm Bestellungen von Nicht-Weißen an der Hintertür an und lieferte sie dort ebenso aus.
Krankenhäuser, Postgebäude, Rathäuser, Banken und Toiletten hatten meist zwei, durch Schilder gekennzeichnete Eingänge. Andere Lebensbereiche waren weniger klar definiert. Durch Mundpropaganda wurden Restaurants und Bars unter Nicht-Weißen genannt, in denen man nicht bedient wurde bzw. nicht erwünscht war. Manche Nicht-Weiße testeten die Grenzen der Akzeptanz durch die Weißen. Andere scheuten sich, ihren sicheren Bereich zu verlassen. Dadurch lebten sie ruhiger und setzten sich der Diskriminierung in geringerem Umfang aus.
Manche dieser Trennungsmaßnahmen besaßen eine unmittelbare Wirkung, erzeugten aber weniger langfristige Auswirkungen für die von der Segregationspolitik betroffenen Bevölkerungsgruppen.
Viele Segregationsmaßnahmen im öffentlichen Bereich wurde auf Veranlassung von Staatspräsident Frederik Willem de Klerk in den Jahren 1989 und 1990 aufgehoben, beispielsweise:
- März 1989, Port Elizabeth gewährte freien Zugang zu allen Schwimmbädern.
- November 1989, Anweisung an alle relevanten Lokalverwaltungen, die gruppenspezifische Reservierung von Stränden aufzuheben. Umgesetzt wurde dies bis Ende des Jahres 1989.
- September 1989, Johannesburg (City Council) gewährte freien Zugang zu allen Schwimmbädern und Erholungseinrichtungen.
- Dezember 1989, Bloemfontein (City Council) öffnete alle Gemeindeeinrichtungen (u. a. Bibliotheken, Busse, Parkanlagen, Schwimmbäder).
- Februar 1990, Johannesburg hob die gruppenspezifischen Zutrittbeschränkungen im ÖPNV-Busservice auf.
- März 1990, Pretoria (City Council) öffnete den kommunalen Busverkehr, die Bibliotheken und Schwimmbäder für alle Personen.

In einigen Städten, in denen die Konserwatiewe Party die stärkste kommunalpolitische Kraft bildete, wurde die Wiederherstellung von Segregationsverhältnissen in öffentlichen Einrichtungen versucht. Daraufhin kam es in Boksburg und Carletonville zu Protesten unter der schwarzen und der Coloured-Bevölkerung, die sich in Form eines Konsumentenboykotts gegen ansässige Unternehmen abspielten. Die Auswirkungen waren sehr wirkungsvoll, da es in diesem Zuge zu Geschäftsschließungen und bei anderen Unternehmen zu temporären Umsatzverlusten bis 80 Prozent kam. Die Boykotts endeten im November 1989, nachdem die De-Klerk-Regierung die Aufhebung des Gesetzes Reservation of Separate Amenities Act (deutsch etwa: „Gesetz zur Bereitstellung von getrennten Einrichtungen“) aus dem Jahre 1953 für 1990 ankündigte. Die ökonomischen Auswirkungen beschäftigen auch Gerichtsinstanzen. Richter C. F. Eloff von der Transvaal Provincial Division des Supreme Court in Pretoria bescheinigte dem Stadtrat von Carletonville durch einen Urteilsspruch im September 1989 rechtsmissbräuchliches Verhalten. Auch die restaurativen Verhältnisse in Boksburg kamen vor das Supreme Court, wo Richter S. W. McCreath die Entscheidung des Stadtrats dieser Gemeinde als „grossly unreasonable“ (deutsch etwa: „grob unangemessen“) bezeichnete und in seiner Begründung darauf verwies, dass eine Lokalverwaltung ihre Machtausübung im Interesse des Gemeindegebietes in Gänze auszuüben hätte und sie keine unangemessenen Entscheidungen in „treuwidriger Absicht“ zu treffen habe.
Das damalige südafrikanische Dreikammerparlament beschloss im Juli 1990 mit überwältigender Mehrheit den Discriminatory Legislation Regarding Public Amenities Act, mit dem das Separationsgesetz von 1953 gänzlich aufgehoben wurde. Gegenstimmen kamen nur aus der Fraktion der Konserwatiewe Party, die darin eine „Zerstörung ‚weißen‘ Rechts auf Selbstbestimmung“ (destroy whites’ right to self-determination) sahen. Der Minister of Planning and Provicial Service Hernus Kriel konterte im Parlament, dass das alte Gesetz von seinem Grundsatz her diskriminierend sei und Südafrika sei es nun möglich, wieder in die internationale Gemeinschaft zurückzukehren. Für den Parlamentsabgeordneten Desmond Lockey von der Labour Party sei nun eine Stufe genommen, um in Richtung Wiederherstellung der Menschenwürde und Bürgerrechte für alle Südafrikaner weiterzugehen. Zach de Beer von der Democratic Party kommentierte: das neue Gesetz „leiste einen signifikanten Beitrag für die Gestaltung eines geeigneten Klimas zu Verhandlungen“.

### Politische Mitwirkung und Bürgerrechte
Der Ausschluss aller Nicht-Weißen, vorrangig jedoch der Schwarzen, vom aktiven und passiven Wahlrecht in den Landesteilen außerhalb der Reservate bzw. späteren Homelands wirkte bis in den kommunalen Bereich. Damit schufen die politischen Entscheidungsträger im parlamentarischen Vertretungssystem Südafrikas bewusst ein absolutes Defizit demokratischer Rechte für eine Bevölkerungsmehrheit. Mit der Verfassungsreform von 1984 unter Pieter Willem Botha sollte diese Lücke mit einem Dreikammersystem wieder relativiert werden, ohne der schwarzen Bevölkerungsmehrheit dabei die politische Willensbildung und Mitgestaltung in Südafrika einzuräumen. Damit konnten aus ihrem Kreis keine demokratisch legitimierten Korrekturen oder Entwicklungen in der südafrikanischen Gesellschaft angestoßen werden.
Der historische Verlauf des Stimmrechtsabbaus für die nichteuropäischstämmige Bevölkerung vollzog sich seit der Gründung der Südafrikanischen Union über mehrere Jahrzehnte und nach gruppenspezifischen (Coloured, Inder, Schwarze) Handlungsmustern. Eine wirkungsvolle Gestaltung gesellschaftlicher Fragen über die verfassungsgemäßen Strukturen der parlamentarischen und kommunalen Wahlkörperschaften war nur den europäischstämmigen Bürgern gewährt. Politische Mitgestaltung für Nichtweiße organisierte der Apartheidstaat ausschließlich aus der eigenen Herrschaftsperspektive. Raum boten dafür die Regierungen der Homelands oder weitgehend unwirksame Gremien, da sie nicht mit ausreichend Kompetenzen ausgestattet waren. Zu den letzteren gehörten vorbestimmte Institutionen mit Beratungscharakter, wie das Coloured Persons’ Representative Council und das South African Indian Council.
Die Freizügigkeit war durch mehrere gesetzliche Regelungen eingeschränkt. Mit dem Natives Laws Amendment Act (Act No 54 / 1952) von 1952, einem Änderungsgesetz für den Native Labour Regulation Act von 1911 und den Natives Consolidation Act (Act No 25 / 1945) schränkte die Apartheidsregierung die bereits begrenzten Wohn- und Aufenthaltsrechte der schwarzen Bevölkerung weiter ein. Von besonderer Bedeutung sind dabei die Regelungen in section 10 (deutsch sinngemäß: Paragraph 10) dieses Gesetzes, die existenziell bedeutende Ausnahmen vom 72-Stunden-Aufenthaltsrecht außerhalb der zugewiesenen Wohngebiete in den Reservaten oder Homelands definierten. Kein Schwarzer durfte sich länger als 72 Stunden in den prescribed areas der Weißen aufhalten. Unter die Sektion-10-Rechte fielen Aufenthaltsgenehmigungen für schwarze Arbeitnehmer in den „weißen“ Regionen. Sie wurden für einen zugewiesenen Arbeitsplatz mit regionaler Beschreibung definiert und entfielen bei Verlust der Arbeit. In den stets mitzuführenden Passbüchern war diese Genehmigung und eine sich monatlich wiederholende Bestätigung des Arbeitgebers eingetragen. Bei Kontrollen konnte der legale Aufenthalt dadurch sofort festgestellt werden. Besonders Frauen und die Kinder von männlichen Wanderarbeitern waren von diesen Einschränkungen massiv betroffen, da es für sie keine familiären Zuzugsrechte gab. Der Minister für Bantu-Verwaltung, Hendrik Frensch Verwoerd, erklärte 1955 in Anlehnung an die Ergebnisse der Stallard-Kommission, dass die schwarzen Arbeitnehmer nur „auf Geheiß und durch die Gunst der Weißen“ und nicht durch gesetzlich garantierte eigene Rechte in den „weißen Gebieten“ nutzbringende Arbeiten erfüllten, weshalb sie „höchstens Besucher“ seien. Das wirtschaftspolitische Ziel dieser Regelungen bestand darin, alle schwarzen Beschäftigten in die Rolle von Kontrakt-Wanderarbeitern zu bringen und deren Sesshaftigkeit am Arbeitsort zu verhindern.

### Demographie
Durch die Einordnung der Bevölkerung in „rassisch“ definierte Gruppen entstand eine Klassifizierung, die eine Unterscheidung im gesamten gesellschaftlichen Leben für jede Person von Anderen ermöglichte. Die „Rassenkategorie“ wurde in die Ausweisdokumente durch Buchstabencodes, zum Beispiel -C- für Coloureds, eingetragen. Die schwarze Bevölkerung erhielt ein besonderes Ausweisdokument, das reference book. Der Population Registration Act (Act No 30 / 1950) teilte die Bevölkerung Südafrikas in drei Hauptgruppen ein:
- Coloured
- Schwarze
- Weiße.

Zur Umsetzung dieser Maßgaben schuf man ein „Amt für Rassenklassifizierung“ (Race Classification Board). Alle Südafrikaner wurden von dieser Behörde erfasst und waren zur Einsendung eines Passbildes verpflichtet. Auf dieser Grundlage entstand ein zentrales „Rassenregister“.
Seit 1951 war der Begriff Bantu als Terminus für die einheimische schwarze Bevölkerung bei der Regierung üblich und seit 1962 offizieller Begriff. Im Jahr 1978 führte man als offizielle Bezeichnung für Personen das Wort Black ein. Mit dem Jahr 1973 war in den Personaldokumenten der Schwarzen eine ethnische Untergruppe (National unit) vermerkt. Ein Ergänzungsgesetz von 1982, der Population Registration Amendment Act (Act No 101 / 1982), bewirkte eine Vereinheitlichung der Personalausweise für alle Bevölkerungsgruppen, die nun die Möglichkeit zur Aufnahme biometrischer Merkmale vorsahen. Alle Personendaten wurden in einem zentralen Computersystem des Staates gespeichert.
Da das System bei Zuordnung der asiatischstämmigen Bevölkerung bereits an seine Grenzen stieß, wurde mit der Verfassung von 1983 eine vierte Kategorie der Asiaten oder Inder geschaffen, deren Rechte etwa denen der Coloureds entsprachen. Ihnen standen jetzt 5 Mitglieder im Präsidentenrat und 45 Sitze im House of Delegates zu, zuvor waren sie von der politischen Teilhabe ausgeschlossen. Kapmalaien galten aber weiter als Coloureds sowie Japaner, Koreaner und Taiwan-Chinesen als weiß ehrenhalber.

### Raumordnungs- und Siedlungspolitik
Die Wohngebiete der weißen Bevölkerung, auch Europeans genannt, lagen durchweg in den geographisch und strukturell vorteilhaftesten Arealen der Siedlungsgebiete. Wurden die festgelegten Bereiche für die Weißen zu eng, mussten andere Bevölkerungsgruppen Teile ihrer Wohngebiete räumen und in neu zugewiesene Bereiche umsiedeln. Ein bekanntes Beispiel war die Räumung des District Six im Zentrum von Kapstadt und die Zwangsumsiedlung von etwa 60.000 Menschen in das etwa 30 Kilometer entfernte, sandige Khayelitsha. Die schwarze Bevölkerung war in ihrem abgelegenen Wohngebiet so weit außerhalb der Gemeinden, oft hinter natürlichen oder künstlichen Hügeln sowie Müllkippen verbannt, dass sie nicht als Teil der Gemeinde angesehen werden konnte.
Mit der Konzipierung der Homelands versuchten die Apartheidsideologen eine hauptsächlich ökonomisch begründete Raumordnungspolitik umzusetzen.
Zwischen 1960 und 1980 mussten etwa 3,4 Millionen Menschen im Zuge der Homelandpolitik ihre bisherigen Wohnstätten in urbanen und ländlichen Regionen zwangsweise aufgeben. Darunter befanden sich etwa 2,8 Millionen Schwarze, 600.000 Coloureds und Inder sowie 16.000 Weiße. Auf diese Weise zerstörte man das traditionelle labour tenant system, was den Landarbeiterfamilien ein unbestrittenes Wohnrecht auf den „weißen“ Farmen garantierte, wenn sich ihr Familienoberhaupt dort für eine jährliche Mindestzeit (90 Tage in Transval, 180 Tage in Natal) zur bezahlten Arbeit verpflichtete. Den Rest des Jahres konnten sie anderen Beschäftigungen nachgehen. Dies erfolgte nicht ohne Proteste, die zu unzähligen Verhaftungen führten. Auf die Zwangsumsiedlungen, besonders auf deren Ausmaß und die Leiden der Bevölkerung, machten die Bürgerrechtsorganisation Black Sash, der Südafrikanische Kirchenrat und das Surplus Peoples Project aufmerksam.
Die Regierungen zerstörten ganze Siedlungen in den Townships, um so die Schwarzen zur Umsiedlung, welche beispielsweise auf dem Native Resettlement Act von 1952 basierte, zu zwingen. Lediglich vorübergehende Aufenthalte der genehmigten Arbeitskräfte in den Unterkünften der Townships waren gewollt und geduldet. Nach Auffassung der herrschenden Politik waren diese Personen nur Gäste in den „weißen“ Gebieten mit einer patriarchalisch gewährten Arbeitserlaubnis. Dahingehend orientierte die Bantu Administration 1967 in einer Direktive die Lokalbehörden darauf, dass keine „größere, bessere, attraktivere und luxuriöse Bedingung“ zu schaffen sei. Es müsse „bedacht werden, dass ein städtisches Bantu-Wohngebiet kein Heimatland, sondern Teil eines weißen Gebietes ist. Wenn diese Bedingungen zur Folge haben, den Bantu nicht nur an einen fremden Geschmack zu gewöhnen, sondern ihm auch einen Luxus aufzwingen, den sein Heimatland nicht bieten kann, und ihn so von dem entfremdet, was das Seinige ist“.
Besonders die städtischen Ballungsräume waren von Zwangsumsiedlungen (urban relocation) betroffen. Nach im Jahre 1977 veröffentlichten Forschungsergebnissen gab es fünf Phasen der mit staatlichen Maßnahmen betriebenen Aussiedlung der schwarzen Bevölkerung aus den Städten. Der Natives (Urban Areas) Act von 1923 beförderte die Auflösung von Slums und sah die vollständige Aussiedlung der schwarzen Bevölkerung aus den „weißen“ Gebieten vor. In diesem Zusammenhang wurde dafür das „Prinzip der Unbeständigkeit“ proklamiert. Eine weitere Phase bildete das Compoundsystem im Bergwerkssektor und für die Zuckerrohrplantagen in der Provinz Natal. Die dritte Phase entwickelte sich nach dem Erlass des Group Areas Act von 1950, wodurch eine forcierte Umsiedlung und Slumauflösung im Umfeld der städtischen Ballungsräume betrieben wurde. Die nächste Phase ereignete sich in den 1960er Jahren. In diesem Zeitraum baute die Regierung kleine Siedlungshäuser in den Homelands. In den „weißen“ Gebieten sollte durch einen limitierten und separaten Hausbau für Schwarze die Anwesenheit einer schwarzen Arbeitsbevölkerung gezielt reguliert werden. Im Sprachgebrauch der Bantu Administration als „unproduktiv“ angesehene Personen, wie Ältere, Witwen u. a., waren ab 1967 in die vorgesehenen Schwarzengebiete zu deportieren. Im Verlauf der fünften und letzten Phase in den 1970er Jahren begann die Urbanisierung der Homelands unter der Kontrolle des South African Bantu Trust, die sich im Gleichschritt mit der Entwicklung von Industriestandorten in denselben Regionen vollzog. Im Zuge der Umsiedlungen gab es in wenigen Fällen Entschädigungsleistungen. Spezielle Gesetze, wie der Slums Act, legitimierten solche Vorgehensweisen.

### Schulbildung
Die auch inhaltlich unterschiedlichen Schulsysteme, mit jeweils abgestufter Ausstattung und Qualifikation des Lehrkörpers, waren mitverantwortlich für ungleiche Zukunftschancen in Beruf, Kultur und sozialen Zusammenhängen. Das Gesetz Bantu Education Act von 1953 setzte die Rahmenbedingungen für eine einheitlich staatlich kontrollierte und geringwertige Schulbildung. Die für eine Hochschulausbildung erforderlichen Voraussetzungen erreichte nur eine ganz geringe Zahl nichtweißer Personen. Das Ziel der sogenannten „Bantubildung“ bestand in der systematisch geplanten und statisch verankerten Entwicklung einer großen, wenig gebildeten Bevölkerungsschicht, die als Niedriglohnkräfte der weißen privilegierten Minderheitsbevölkerung Südafrikas im Arbeitsmarkt nicht zur Konkurrenz erwachsen konnten. Die freien Schulen der zumeist kirchlichen Träger, einst die alternative Chance zu einer besseren Bildung für Schwarze und Farbige, wurden mit dem Bantu Education Act in dieser Eigenschaft liquidiert und einer staatlichen Aufsichtsverwaltung unterstellt.
Schon vor dem Ende der Apartheid formierten sich im Land Positionen und Aktivitäten zu einer bildungspolitischen und pädagogischen Alternative zum herrschenden und repressiv kontrollierten Staats-Bildungssystem. Die sich auf diesem Feld abzeichnenden Veränderungen gingen mit dem Erstarken der Black-Consciousness-Bewegung einher. Als 1977 der Pädagoge Es’kia Mphahlele aus dem Exil nach Südafrika zurückkehrte, befasste dieser sich mit dem Konzept der alternative education. Seine an der Witwatersrand-Universität aufgenommene Lehrtätigkeit ließ ihm dazu den erforderlichen Spielraum. Dabei bezog er sich beispielsweise auf Arbeiten von Paulo Freire. Im Jahre 1981 formulierte Mphahlele im Verlauf eines Interviews eine kritische Bestandsaufnahme des staatlichen Bildungssystems:

„[Eine neue Erziehungstheorie] muß Wege finden, wie der Kolonialismus in den Köpfen abgebaut werden kann [...]. Dies wird zur Befreiung des Ichs führen, was wiederum eine Neuentdeckung des Ichs nach sich zieht. Alle kolonialisierten Völker der Welt haben zwei Ichs: das ursprüngliche (indigenous) Ich, dem die westliche Kultur übergestülpt wurde. Diese Kultur ist aggressiv, sie kommt daher mit Technologie, Ökonomie, christlicher Erziehung. Wenn sie mit uns fertig ist, stellen wir fest, daß sie uns gespalten hat in eine gebildete Elite und in die Massen, in das ursprüngliche Ich und die neue Empfänglichkeit des Individuums, das sich von der kollektiven Empfindung losgelöst hat und den Individualismus glorifiziert. Das ist die ihrem Erbe entfremdete Persönlichkeit.“

Damit wurde der neue Ansatz einer Befreiungs-Pädagogik in den politischen Diskurs um die „getrennte Entwicklung“ innerhalb Südafrikas Bildungssystem eingebracht, die dabei als zentrales Ziel den Abbau des „Kolonialismus in den Köpfen“ verfolgte.
Auf einem Kongress des National Education Crisis Committee (NECC) in Durban am 29. März 1986 verbreitete sich die Sichtweise von Mphahlele weiter. Zwelakhe Sisulu erklärte: „Wir fordern nicht mehr die gleiche Erziehung, wie sie die Weißen haben; denn das ist Erziehung zur Herrschaft. 'People’s education' dient dem Volke als ganzen, ist Erziehung, die befreit, ist Erziehung, die das Volk in die Lage versetzt, sein Leben selbst in die Hände zu nehmen. [...] Wir sind nicht willens, irgendeine Alternative zur 'Bantu Education' zu akzeptieren, die dem Volke von oben auferlegt wird. [...] Alternativen, [...] die sicher stellen sollen, daß die Ausbeutung durch ausländische Monopole weitergeht.“
Das Bildungssystem für die schwarze Bevölkerung (für Coloureds und Inder gab es gesonderte Regelungen) sah keine einheitliche Pädagogenausbildung vor. Im Jahr 1985 beschäftigte das staatliche (Bantu-)Schulsystem 45.059 Lehrer, von ihnen waren 42.000 unterqualifiziert. Nur 3,6 Prozent verfügten über einen fachbezogenen Universitätsabschluss und 70 Prozent hatten nicht einmal einen eigenen Schulabschluss auf Standard 10 oder höher (Gymnasium umfasst Grade 8 bis Grade 12). Die Quote für unterqualifizierte Lehrer an Schulen für weiße Schüler lag überwiegend im einstelligen Prozentbereich.
Der Spro-cas-Bericht von 1971 fasste die politisch in Kauf genommenen Schwächen des staatlichen Bildungssystems für die schwarze Bevölkerung am Beispiel des Homelands Bophuthatswana mittels markanter Punkte zusammen:
- ungenügend ausgebildete Pädagogen (25 % der Lehrerschaft)
- fehlende Klassenzimmer (3000 fehlende Unterrichtsräume)
- überfüllte Klassen (mitunter bis zu 90 Schüler in einem Raum)
- Unterricht in double sessions (zwei aufeinander folgende Unterrichtsetappen, jeweils 2,75 tatsächliche Stunden, eines Lehrers an einem Tag für zwei verschiedene Klassen[42])
- hohe Ausfallrate des Unterrichts (55,4 % der Schüler verließen im Verlauf der 6. Klasse (primary school) die Schule dauerhaft).

### Hochschulbildung
Mit dem Extension of University Education Act (Act No 45 of 1959) wurde die Trennung der Hochschulbildung für „Weiße“ und „Nichtweiße“ herbeigeführt. Das Gesetz sah die Errichtung von university colleges für „non-white persons“ vor. Die Finanzierung der für die Bantubevölkerung vorgesehenen Einrichtungen kam demnach aus dem Bantu Education Account und für die Coloured- und indischstämmige Bevölkerung aus dem General Revenue Account. Weiterhin war vorgeschrieben, dass jedes university college ein (White) Council und ein (Black) Advisory Council zu wählen hatte, gleiches galt für den Senat der Hochschuleinrichtung.
Die starken Einschränkungen eines freien Hochschulzuganges für Schwarze führten im Rahmen eines Sonderweges schließlich zu einer mit internationalen Hilfsmitteln und Lehrkräften seit 1978 arbeitenden Bildungseinrichtung des ANC in Tansania, die Studiengänge mit international anerkannten Abschlüssen anbot.
Im Jahre 1983 begann die Vista University in verschiedenen südafrikanischen Städten ihre akademische Ausbildungstätigkeit für Schwarze, jedoch als eine Einrichtung der rassenpolitisch konzipierten Bildungspolitik im Apartheidsstaat. Für die indischstämmige Bevölkerungsgruppe gab es in Durban seit 1962 das University College for Indians und später die daraus entstandene Universität von Durban-Westville. Das Hochschulstudium für Coloureds war seit 1959 am University College of the Western Cape möglich.

### Arbeitsmarkt
Die Apartheidpolitik war hauptsächlich ein Mittel zur Sicherung der wirtschaftlichen Interessen der weißen Bevölkerungsminderheit. Gesetzliche Einschränkungen und im Lande verteilte Arbeitsagenturen erzielten eine wirkungsvolle Lenkungswirkung, die den Interessen der Industrie diente. Die weitgehend ohne grundhafte Berufsausbildung mit Zertifikat abgeschlossene versehene schwarze Bevölkerung war in ein komplexes System der Wanderarbeit eingebunden, das ihnen ein Leben auf nur geringsten Standards ermöglichte, beispielsweise in den Compoundsiedlungen der Bergbauunternehmen. Gesetzlich ausgeschlossene Streik- und Tarifverhandlungsrechte machten sie zu einer beliebig verfügbaren und im Sinne der Arbeitgeber effizient einsetzbaren Masse von Billiglohnempfängern. Die Bildung von Gewerkschaften war zwar nicht verboten, aber in der Praxis unterlagen solche Aktivitäten starken Repressionen. Im Jahr 1972 wandte sich der South African Congress of Trade Unions (SACTU) mit einem umfassenden Themenkatalog an die internationale Gewerkschaftsbewegung, ihn bei seinen Bemühungen um Herstellung grundlegender Arbeitnehmerrechte zu unterstützen. Aktive Mitglieder des SACTU erlitten Verfolgung mit allen Repressionsmitteln des Apartheidsstaates. Auf der Grundlage des Industrial Conciliation Amendment Act (Act No 94 / 1979) ließ die Apartheidregierung 1979 erstmals Lehrlingsausbildungsgänge für Schwarze zu. Zudem erhielten nun schwarze Arbeiter den Status von Angestellten, was ihnen zugleich Arbeitnehmerrechte verlieh. Ausgenommen davon waren Wanderarbeiter und ausländische Arbeitsmigranten, die vorrangig aus Mosambik kamen.

### Öffentliche Verwaltung
Um die Ziele der Apartheid umsetzen zu können, war ein riesiger Verwaltungsapparat notwendig. Dieser ging aus der Native Administration der ehemaligen Staatsverwaltung nach britischem Muster hervor und erlangte als Bantu Administration zeitweilig einen großen Einfluss. Diese Eingeborenenverwaltung bildete eine weitgehend autarke Parallelstruktur zu allen anderen öffentlichen Verwaltungen.

### Justizsystem
Das Justizsystem von Südafrika wurde in der Apartheidsperiode mit Handlungsmöglichkeiten versehen, die rechtsstaatlich fragwürdig sind. Beispielsweise ermöglichte eine sogenannte Sobukwe-Klausel aus dem Jahre 1963 die Haftfortsetzung auf alleinige ministerielle Anordnung hin, ohne eine erneute richterliche Entscheidung einholen zu müssen. Im Jahr 1976 reaktivierte man dieses Instrument mit verschärften Möglichkeiten, wodurch auf der Grundlage des Internal Security Amendment Act (Act No 79 / 1976) die zeitlich unbegrenzte Ingewahrsamnahme (preventive detention) ohne Richterentscheidung nun nicht nur bei Häftlingen, sondern auch bei jeder anderen Person möglich wurde, falls sie nach subjektiver Sicht des Justizministers eine „Gefahr“ für die Sicherheit und öffentliche Ordnung darstellte. Die Unterrichtung der Betroffenen über die Gründe ihrer Vorbeugehaft war hierbei nicht zwingend vorgeschrieben. Ein mit dem Gesetz geschaffenes Review-Committee konnte Empfehlungen auf Entlassung aus dieser Internierung aussprechen, die es aber nur in wenigen Fällen formulierte. Zur Anwendung der präventiven Ingewahrsamnahme kam es im Juli 1976 in Transvaal und im August im gesamten Staat, so dass im Oktober desselben Jahres bereits 123 Apartheidkritiker präventiv in Gefängnissen interniert waren. Einige setzte man später unter die Bannungsverfügung und andere verurteilte man auf der Basis des Terrorism Act (General Laws Amendment Act, Act No 83 / 1967) und weiterer Sicherheitsgesetze zu Haftstrafen.

### Innere Sicherheit
Die Security Branch genannte Sonderpolizei war Teil der South African Police; ihre einzelnen Dienststellen wurden bedarfsweise bis in die zivilen Gemeindestrukturen aufgegliedert. Zur Ausweitung der repressiven Sicherungsmaßnahmen der Apartheidsdoktrin in der südafrikanischen Innen- und Außenpolitik entwickelte sich unter dem 1972 geschaffenen State Security Council (deutsch etwa: Staatssicherheitsrat) ein sich immer weiter verzweigendes System von Substrukturen, die im National Security Management System (NSMS) zusammengefasst waren. Neben der geheimdienstlich organisierten Beobachtung von Antiapartheidsaktivitäten in zivilen und paramilitärischen Zusammenhängen sowie der Sammlung von Informationen über ihre Netzwerke ergriffen die damit verbundenen Dienststellen und Einsatzgruppen viele operative Maßnahmen, teilweise mit dem Ziel einer Strategie der Spannung. Als spektakuläre Fälle können beispielsweise Mordanschläge im Ausland auf prominente Aktivisten der Antiapartheidsbewegung gelten, wie in den Fällen von Albie Sachs oder Ruth First sowie die systematische Bedrohung von Familienangehörigen und Personen aus dem Umfeld der Zielpersonen. Die dafür häufig genutzte Organisationsstruktur war die Sondereinheit C1, die nach ihrem Sitz als Vlakplaas bekannt wurde und unter der Führung des Offiziers Eugene de Kock stand. Das Civil Cooperation Bureau war seitens des Militärs mit verdeckten Destabilisierungsaktionen befasst. Dabei induzierten geheime „Sicherheitskräfte“ Konflikte zwischen organisierten Bevölkerungsgruppen. Personelle und operative Kompetenz konnte dabei auch aus der Eingliederung ehemaliger Rhodesier aus den Selous Scouts in südafrikanische Strukturen gewonnen werden.
Eine permanent angespannte Lage unter der schwarzen Bevölkerung in den Ballungszentren kam durch undifferenzierte Großaktionen der Polizei zustande, die mit taktischen „Bürgerkriegsübungen“, vorzugsweise in der Nacht und unter Einsatz von hunderten bis über tausend Polizisten, ganze Stadtviertel abriegelten und rasterartig Hausdurchsuchungen praktizierten.
Infolge der zunehmenden Militarisierung der gesamten Gesellschaft Südafrikas und den zunehmenden Kriegsaktivitäten im benachbarten Ausland gründete sich nach jahrelangen informellen Aktivitäten kleinerer Gruppen 1984 eine offizielle Vereinigung zur Abschaffung der Wehrpflicht. Diese End Conscription Campaign fasste das Apartheidregime im Widerspruch zu seiner total strategy der 1980er Jahre als eine feindliche Organisation auf und bannte sie im August 1988.

### Meinungs- und Pressefreiheit
Zur Ausdehnung des rechtsfreien Raumes innerhalb der Apartheidpolitik nahm man mehrere einschränkende Eingriffe in die Pressefreiheit vor. Das 1959 erlassene Gefängnis-Gesetz (Prison Act, Act No 8 / 1959) und das Änderungs-Polizeigesetz (Police Amendment Act, Act No 64 / 1979) von 1979 untersagten eine unabhängige Berichterstattung, sofern sie nicht von den betroffenen Behörden selbst bestätigt wurde. Die Steyn-Kommission erarbeitete Vorschläge zur „Neuordnung“ des Mediensektors und leistete damit einen fundamentalen Beitrag zur Einschränkung der Pressefreiheit. Auf diesem Wege war nun eine unzensierte öffentliche Wahrnehmung des polizeilichen Handelns schrittweise erschwert, letztendlich unmöglich geworden. Mit dem Zweiten Änderungsgesetz zum Polizeigesetz (Second Police Amendment Act) im Jahr 1980 wurde sogar jegliche Berichterstattung über die als „terroristisch“ eingestuften Handlungen verboten. Darunter fielen auch die Namen der Inhaftierten. Vorgänge von Misshandlungen, Folter oder Mord konnten nun kaum noch von der Presse aufgegriffen werden und der ungeklärte Verbleib zahlreicher Personen nahm zu. Zugleich konnte niemand mehr den Umfang widerrechtlicher Ingewahrsamnahmen durch die Behörden abschätzen. John Dugard kritisierte bereits 1980 als Professor an der Witwatersrand-Universität diese Rechtspraxis, in dem er auf die dadurch geschaffenen Verhältnisse verwies, die beispielsweise eine Aufklärung der Todesumstände von Steve Biko unmöglich machen könnten. Der damalige Anwalt am Supreme Court of South Africa, Albie Sachs, war selbst über fünf Monate das Opfer eines dieser repressiven Gesetze, wonach ein Inhaftierter bis zu einer Dauer von 90 Tagen (definiert in section 17 des General Laws Amendment Act, Act No 37 / 1963) ohne richterliche Entscheidung im Gewahrsam der Sicherheitspolizei und dabei deren unkontrollierten Folterungen ausgesetzt sein konnte. Über die Misshandlungen und Folterungen von Gefangenen in Südafrika informierte ein UN-Bericht aus dem Jahre 1973.

### Zensur und Selbstzensur
In Südafrika gab es seit 1931 eine öffentliche Dienststelle, die zur Kontrolle von frei zugänglichen Unterhaltungs- und Vergnügungseinrichtungen geschaffen wurde. Diese erhielt mit dem Entertainments (Censorship) Act (Act No. 28/1931) ihre gesetzliche Grundlage. Zudem kontrollierten Zollbehörden den Import unerwünschter Druckerzeugnisse. In den 1960er Jahren begann sich der staatliche Umgang mit Medienerzeugnissen entscheidend zu wandeln. Im Jahre 1971 wird ein Änderungsgesetz beschlossen, was nun der inzwischen zur umfänglichen Behörde angewachsenen Zensurinstitution das Recht zu Hausdurchsuchungen einräumte. Wesentliche Änderungen ergeben sich 1974 mit dem Publications Act (Act No. 42/1974), der nicht nur die bisherigen Vorschriften aufgriff, sondern nun den Weg in eine lückenlose Zensur des öffentlichen und privaten Lebens eröffnete. In der Präambel dieses Gesetzes wird erklärt, dass „Bei der Anwendung des Gesetzes [...] das ständige Bemühen der Bevölkerung der Republik Südafrika anerkannt werden [soll], eine christliche Lebenssicht aufrechtzuerhalten.“ (englisch: „In the application of this Act the constant endeavour of the population of the Republic of South Africa to uphold a Christian view of life shall be recognized.“) Mit dieser Gesetzesnovelle war auch der Neuaufbau der Zensurbehörde verbunden. Dem ging eine aufwendige Vorbereitung voraus, die von einer parlamentarischen Arbeitsgruppe unter Leitung des Vizeministers des Inneren, J. T. Kruger, geleitet wurde und aus 8 weiteren NP-Mitgliedern und 4 UP-Mitgliedern bestand. Das Ergebnis wurde als Regierungspaper mit der Nummer R.P. 17/1974 veröffentlicht und enthielt u. a. einen Gesetzesentwurf, der im August 1974 mit kleinen Änderungen beschlossen wurde. Die neue Behörde stand unter der Leitung des Directorate of Publications mit ihrem Direktor, seinem Stellvertreter und weiteren drei Assistenzdirektoren. Zur Erfüllung der Zensuraufgaben gab es das „Committee“, deren Mitglieder vom Innenminister ernannt und deren Namen zunächst nicht bekanntgegeben wurden. Diese Strukturen erstreckten sich bis auf alle regionale Ebenen des Landes. Im Mai 1976 gab im Zuge einer parlamentarischen Anfrage der Innenminister doch die Namen der Mitglieder im Directorate of Publications bekannt. An der Spitze des Gremiums standen J. L. Pretorius (director) und dessen Stellvertreter Professor R. E. Lighton sowie die als assistent director berufenen Beisitzer: J. T. Kruger, S. F. du Toit und M. J. van der Westhuizen.
Im Jahre 1976 errichtete die Behörde ein Sonderkomitee zur Untersuchung von Bibliotheken an den Universitäten auf vermutete subversive Literatur. Unerwünschte Literatur durfte zu wissenschaftlichen Zwecken im Bestand verbleiben und von Lehrkräften unter definierten Bedingungen genutzt werden. Ferner gab es Literatur, deren Besitz verboten war, insbesondere als kommunistisch eingestufte Druckwerke durften nur mit Sondergenehmigung eingesehen und nicht ausgeliehen werden. Das Directorate of Publications war im Wesentlichen der Initiator für zensorische Ermittlungen; jedoch auch Bürgern war es möglich, die Behörde gebührenpflichtig zu einer Untersuchung aufzufordern, was geeignet war, der willkürlichen Denunziation Vorschub zu leisten. Die Zensur beschränkte sich nicht nur auf die Einschränkung der Verbreitung unerwünschter Medienwerke, sondern auch darauf, ihren Besitz selbst zu verbieten. Die umfassende Arbeit der Zensurbehörde spiegelte sich direkt in der Presse wider, weil hier die aktuellen Listungen wöchentlich veröffentlicht wurden. Im Jahresdurchschnitt ergaben sich 2000 Untersuchungsfälle, von denen etwa die Hälfte von einem Verbot betroffen waren.
Das Gebaren der Zensurbehörde setzte parallel zu ihrem Wirken einen Prozess der Selbstzensur unter den Verlagen in Gang. Viele weiße Journalisten, Verleger und Autoren passten sich schnell der strengeren Lage an. Eine zentrale Rolle spielte dabei der Zusammenschluss der Zeitungsverleger, die National Press Union (NPU). Deren Pressekodex war eine Unterwerfung unter die der Regierung genehmen Berichterstattungsziele. Die so erzeugten Denk- und Schreibbarrieren bewirkten die freiwillige Aufrechterhaltung des Mythos von einer freien und nicht unter Kontrolle stehenden Presse in Südafrika und SWA/Namibia. Die ersten Versuche zur gesteuerten Selbstzensur gehen auf einen Gesetzesentwurf im Jahre 1960 zurück, den die Regierung nach vehementer Kritik aus der Medienlandschaft zurückzog und 1963 in abgeschwächter Form zum Beschluss bringen ließ. Die Regierung übte zuvor Druck auf die Verleger aus, um über die Newspaper Press Union einen genehmen Verhaltenskodex der Presse zu erzwingen. Das gelang ihr und im Kodex war nun neben anderen Bestimmungen folgende Passage untergebracht: „In Zeitungskommentaren sollen die komplexen Rassenprobleme Südafrikas in geeigneter Weise gewürdigt und ebenso das allgemeine Wohl und die Sicherheit des Landes und seiner Menschen in Betracht gezogen werden.“ Solche Eingriffe in die journalistische Arbeit erzeugte auch unter der „weißen“ Presse Südafrikas wachsenden Widerspruch. Vom Herausgeber der Sunday Times ist die Position überliefert, dass bei Befolgung solcher Richtlinien die Informationspflicht der Presse über Hauptthemen der gemeinsamen Zukunft des Landes nicht mehr nachgekommen werden kann.

### Soziologische Analysen und theoretische Grundlagen
Das 1929 gegründete South African Institute of Race Relations untersucht und dokumentiert die Entwicklung des südafrikanischen Rassismus und der institutionellen Apartheid mit vielen Einzelpublikationen und Periodika. An der Arbeit des Instituts beteiligten sich zahlreiche Apartheidskritiker.
Mehrere Kommissionen erarbeiteten im Auftrag der südafrikanischen Regierungen in den Jahren der Apartheidsperiode Empfehlungen und Konzepte, die zu konkreten Ausgestaltung der Kabinettspolitik genutzt wurden. Dazu zählten die Tomlinson-Kommission, die Native Laws Commission und weitere Gremien.

## Innerer Widerstand

### Grundlagen und Entwicklung
Die Gegenbewegungen an der Basis der Bevölkerung zum politischen motivierten Rassismus und den Apartheidsverhältnissen in Südafrika entstanden nicht erst mit der Machtübernahme der Nationalen Partei im Jahre 1948. Sie waren zu diesem Zeitpunkt bereits in vielfacher Ausprägung existent, weil die seit Jahrzehnten praktizierte staatliche Ausgrenzung der schwarzen, indischstämmigen und farbigen Bevölkerungsgruppe spürbare nachteilige Wirkungen auf diese ausübte.
Im Wesentlichen hatten die gesellschaftskritischen Positionen im politischen Emanzipationsprozess des ausgehenden 19. Jahrhunderts ihre Ursprünge an verschiedenen Missionsschulen, besonders im Wirkungsbereich der Anglikanischen Kirche. Diese Entwicklung leitet sich aus den aufklärerischen Impulsen hier tätiger Theologen und Missionare ab, wie James Stewart und Jane Elizabeth Waterston, sowie in dem daraus erwachsenen politischen Selbstverständnis führender schwarzer und indischstämmiger Persönlichkeiten. Internationale Einflüsse und Vorbilder wirkten als verstärkende Faktoren auf die Emanzipationsentwicklung innerhalb der schwarzen Bevölkerung, zu denen das US-amerikanische Tuskegee Institute zählte. Diese Einrichtung übte auf die Missionare in der damaligen Kapkolonie bei der Weiterentwicklung der Bildungskonzepte für die „nichtweißen“ Bevölkerungsgruppen eine Vorbildwirkung aus.
In den ausgehenden 1920er und den 1930er Jahren formierte sich durch die Wahrnehmung wachsender sozialer Differenzierungsprozesse innerhalb der südafrikanischen Gesellschaft unter manchen Theologen und Sozialwissenschaftlern die Bereitschaft zur kritischen Systemanalyse. Die Gründung des South African Institute of Race Relations im Jahre 1929 war ein Resultat dieser sich wandelnden Lage. Im zweiten Drittel des 20. Jahrhunderts etablierten sich in der schwarzen und indischstämmigen Bevölkerung selbstorganisierte Proteststrukturen. Das wird an der Gründung neuer politischer Organisationen, vermehrten Forderungen nach Angleichung der Bürgerrechte an die Standards der europäischstämmigen Oberschicht und in der wachsenden Bedeutung eigener Zeitungen erkennbar. Der ehemalige ANC-Präsident Zaccheus Richard Mahabane wandte sich in den 1930er Jahren gegen die zunehmende Gesetzgebung der Rassentrennung und setzte sich dazu für den gemeinsamen politischen Weg verschiedener Oppositionsgruppierungen ein. Die südafrikanische Regierung verschärfte in den 1930er und 1940er Jahren ihre rassistische Repressionspolitik. 1938 gründete sich in Johannesburg die Non-European United Front, zu deren führenden Mitgliedern Yusuf Dadoo gehörte. Er organisierte Massenproteste gegen die zunehmende Ausgrenzung „nichtweißer“ Bevölkerungsteile.
In der Folge dieser wachsenden innenpolitischen Spannung kam es 1949 zu einem folgenreichen Wechsel an der Spitze des ANC. Junge Mitglieder erzwangen den Rücktritt des Vorsitzenden Alfred Bitini Xuma zugunsten von James Moroka und beeinflussten damit die politische Wirkung ihrer Organisation. Trotzdem galt immer noch das Primat des gewaltfreien Widerstandes, das sich noch einmal mit dem nächsten Vorsitzenden Albert Luthuli manifestierte.
Inzwischen hatte sich in Natal der Einfluss des sich an Gandhis Prinzipien orientierende South African Indian Congress (SAIC) ausbauen können und war zu einer mächtigen Kraft in Südafrika angewachsen. Die Regierung von Jan Christiaan Smuts wollte das Wahl- und Grundstücksrecht für die Inder einschränkend regeln und erregte daraufhin heftigen Widerspruch. Eine Delegation des SAIC reiste deshalb zur indischen Regierung und erreichte dort Sanktionen gegen Südafrika. Zwischen 1946 und 1948 machte die Indian Passive Resistance Campaign auf die ungerechten Lebensverhältnisse der indischstämmigen Bevölkerung aufmerksam.
Die Defiance Campaign zwischen 1952 und 1953 war eine von ANC, SAIC und Coloureds gemeinsam angelegte Aktion zur Einforderung von Bürgerrechten und rechtlicher Gleichbehandlung. Es folgte 1956 der international beachtete Protestmarsch von 20.000 Frauen auf die Regierungszentrale in Pretoria wegen der unbeliebten Pass-Gesetze und der sich aus weiterer Zuspitzung (Anti-Pass Campaigns) entwickelnde Protest im Jahre 1960 nach Vorbild von Mahatma Gandhi in Sharpeville, der durch bewaffneten Eingriff von Polizeikräften jedoch als Massaker von Sharpeville in die südafrikanische Geschichte einging.
Die Politik des gewaltfreien Widerstandes wurde während der gesamten Apartheidsperiode von den Betroffenen nicht aufgegeben, konnte jedoch im Inland nur noch sehr eingeschränkt ausgeübt werden und verlagerte sich auf Aktionen im Rahmen der internationalen Öffentlichkeit.

### Afrikanischer Nationalkongress
Bereits 1912, zwei Jahre nach der Errichtung der Südafrikanischen Union, gründeten der Anwalt Pixley Seme, die Geistlichen John L. Dube, Walter B. Rubusana sowie der Autor Sol Plaatje den Afrikanischen Nationalkongress (ANC). Obwohl von Männern aus der elitären Gesellschaft gegründet, verstand sich der ANC durchaus nicht als elitäre Organisation. Er stand grundsätzlich allen offen, egal welcher Hautfarbe, und akzeptierte sowohl das Christentum wie auch die englische Sprache. Der ANC verstand sich als schwarze Widerstandspartei, die volle Bürgerrechte forderte. Lange Zeit opponierte er friedfertig durch Boykotte und Streiks. So organisierte er in den 1920er Jahren Streiks der Minenarbeiter, um die schlechten Arbeitsbedingungen der Schwarzen zu verbessern.
Der ANC wurde immer mehr zur Massenorganisation. Hunderttausende befolgten die Aufrufe zu Demonstrationen oder Streiks. Beispielsweise im Jahre 1946, zwei Jahre vor dem Beginn der Apartheid, streikten rund 70.000 schwarze Minenarbeiter. Insbesondere gegen Passgesetze, wonach die städtischen Schwarzen jederzeit ein persönliches Dokument mit sich tragen mussten, um sich als Arbeitnehmer ausweisen zu können, protestierte der ANC durch Demonstrationen und durch das Verbrennen der umstrittenen Personaldokumente. Trotzdem standen keineswegs alle Nicht-Weißen, nicht einmal alle Schwarzen, hinter dem ANC. Etliche Schwarze sahen die Homeland-Politik der Regierung als Chance, den Rassismus endlich zu beenden und ihre Traditionen wieder zu leben.
In späteren Jahren sollten diese Meinungsverschiedenheiten insbesondere zwischen städtischen und ländlichen Schwarzen zu bewaffneten Auseinandersetzungen führen. So forderten Unruhen bei Pietermaritzburg zwischen 1987 und 1990 rund 4000 Todesopfer. Bei diesem Konflikt handelte es sich um Streitigkeiten innerhalb der Zulu. Städtische Zulu vertraten andere Ansichten als die in der Inkatha Freedom Party vereinten ländlichen Zulu. In den frühen 1990er Jahren, also bereits nach dem offiziellen Ende der Apartheid, wendeten sich die Inkatha-Anhänger dann im Besonderen gegen die Xhosa. Menschen beider Seiten verloren dabei ihr Leben.
Die Regierung versuchte, die Menschenrechtsaktivisten des ANC und anderer Gruppen immer wieder an ihrer Arbeit zu hindern, indem sie diese bannten. Gebannte waren eingeschränkt in ihrer Bewegungsfreiheit, sie durften ein genau definiertes Territorium nicht verlassen. Des Weiteren löste die Regierung häufig Treffen des ANC auf. Das geschah auf der Grundlage mehrerer Gesetze, im Zentrum dieser Jurisdiktion der Suppression of Communism Act von 1950.

### Militante Widerstandsorganisationen
Einigen Mitgliedern gingen die meist friedlichen Aktionen des ANC nicht weit genug. Sie gründeten 1959 eine weitere Widerstandsorganisation, den Pan Africanist Congress (PAC). Im Gegensatz zum ANC verwarf der PAC die offene Haltung gegenüber allen Rassen. Er positionierte sich als reine Schwarzen-Organisation und lehnte jegliche Zusammenarbeit mit den Weißen ab. Auf einer vom PAC organisierten Demonstration im Township Sharpeville 1960 gab ein Polizeioffizier seinen Polizisten den Befehl, mit Maschinenpistolen in die unbewaffnete Menge zu schießen. 69 Afrikaner starben, Hunderte wurden verletzt.
Dieses Ereignis löste nationale Unruhen aus, welche die südafrikanische Regierung mit eiserner Faust bekämpfte. Rund 20.000 Demonstranten wurden verhaftet. In der Folge wurden sowohl der PAC als auch der ANC verboten. Daraufhin gründete 1961 auch der ANC einen bewaffneten Flügel. Nelson Mandela selbst leitete diesen Flügel mit dem Namen Umkhonto we Sizwe, was übersetzt so viel wie Speer der Nation bedeutet. Umkhonto we Sizwe tat sich in den folgenden Jahren insbesondere durch Sabotageakte hervor.
Beide Organisationen operierten fortan aus dem Untergrund. Führende opponierende Köpfe wie Nelson Mandela oder Walter Sisulu wurden 1964 im sogenannten Rivonia-Prozess zu lebenslanger Haft verurteilt. Das Gericht warf ihnen vor allem Beteiligung an Sabotageakten vor.

### Neues Selbstbewusstsein
In den späten 1960er Jahren entstand in Kirchen und Schulen, beeinflusst durch die Black-Power-Bewegung in den USA, die sogenannte Black-Consciousness-Bewegung. Steve Biko gilt als Begründer dieser Bewegung. Hervorgerufen durch das neue Selbstbewusstsein der Schwarzen sahen sie die Kultur der Weißen nicht mehr als übermächtig. Vielmehr lehnten sie die weiße Kultur nun ab; ihre eigenen Werte hingegen hoben sie heraus. Kunstschaffende wie Miriam Makeba engagierten sich für einen weltweiten Boykott des Apartheidregimes.
Die Folgen des neuen Bewusstseins waren zum Teil heftige Studentenunruhen. Am 16. Juni 1976 boykottierten Schüler in Soweto den Unterricht. Dies stand im Zusammenhang mit der versuchten, zwangsweise durchgeführten Einführung der bei Schwarzen verhassten Sprache Afrikaans. Mit dem Boykott begann der Aufstand in Soweto. Durch brutale Polizeieinsätze verloren in wenigen Tagen 500 bis 1000 Schwarze ihr Leben und viele Kinder und Jugendliche wurden inhaftiert. Weltbekannt ist das Foto des sterbenden 12-jährigen Hector Pieterson in den Armen eines Mitschülers. Danach nahm der bewaffnete Widerstand sprunghaft zu. Die in den nächsten zwei Jahren folgenden Unruhen verunsicherten das Land. Hunderte von Schwarzen wurden von der Polizei getötet. Die Schüler und Studenten fanden Unterstützung bei Hunderttausenden von schwarzen Arbeitern. Für die südafrikanische Wirtschaft nahm dies verheerende Ausmaße an. Einige unbedeutendere Gesetze der Apartheid wurden gelockert, um dem Unmut der Schwarzen zu begegnen.

## Internationale Beziehungen

### Unterstützung und Propaganda im Ausland für die Apartheid
Einige Länder unterstützten das Apartheidregime in bestimmten Teilbereichen.

#### USA
Die USA setzten 21 Mal im Sicherheitsrat ihr Veto ein, um Resolutionen gegen Südafrika zu verhindern, die zumeist eine totale Wirtschaftsblockade gegen das Land zum Inhalt hatten, das waren 13 Prozent der Gesamtanzahl ihrer Vetos. Auch Firmen wie IBM unterstützten mit logistischen und technologischen Mitteln das Regime. Die Bedeutung Südafrikas für die USA lag unter anderem in den Uranvorkommen des Landes.
Allerdings waren die USA aber auch die treibende Kraft hinter der Verabschiedung des ersten Waffenembargos gegen Südafrika durch die UN im Jahr 1963.

#### Bundesrepublik Deutschland
Auch die Bundesrepublik unterhielt während der Apartheid Wirtschaftskontakte zu Südafrika. Der damalige Außenminister Willy Brandt, in dessen Partei die Beziehungen zu Südafrika höchst umstritten waren, begründete dies damit, „daß man Handel und Politik nicht ohne Not koppeln soll“. Einer der führenden deutschen Politiker, der durch seine Nähe zur südafrikanischen Regierung in der Zeit der Apartheid auffiel, war Franz Josef Strauß. Er befürwortete die Apartheid und soll bei einem Besuch in Südafrika gesagt haben: „Die Politik der Apartheid beruht auf einem positiven religiösen Verantwortungsbewußtsein für die Entwicklung der nichtweißen Bevölkerungsschichten. Es ist deshalb falsch, von der Unterdrückung der Nicht-Weißen durch eine weiße Herrenrasse zu sprechen.“ Deutschen Konzernen wird vorgeworfen, sich an der Apartheid in Südafrika beteiligt zu haben. In einem seit 2002 bei Bundesgerichten in den USA anhängigen Prozess, der von Apartheid-Opfern angestoßen und u. a. von Desmond Tutu unterstützt wurde, wurden 50 internationale Konzerne, darunter auch die Daimler AG und mehrere deutsche Banken, beschuldigt, durch ihre Geschäfte die Verbrechen des Apartheid-Regimes unterstützt zu haben. Die Kläger beriefen sich auf ein Gesetz von 1789, nach dem ausländische Bürger in den USA Klagen einreichen können, wenn internationales Recht verletzt wurde. General Motors einigte sich 2012 mit den Klägern auf einen Vergleich ohne Schuldeingeständnis. Ein Berufungsgericht verwarf die Klage im August 2013 einstimmig mit einer Berufung auf eine Entscheidung des Obersten Gerichtshofs der Vereinigten Staaten, nach der das Gesetz in dem Fall nicht anwendbar sei. Die Verteidigung kann nun die Einstellung des Verfahrens beantragen.
Eine Studie von 1999 kam zu dem Ergebnis, dass Deutschland mit 27,3 Prozent aller Auslandsschulden des öffentlichen Sektors der wichtigste Direktfinanzier des Apartheidregimes war und „[…] in herausragender Weise den Apartheidstaat direkt, ebenso wie die strategisch wichtigen Staatskonzerne der Apartheid mit Finanzkapital bedient hat“.
Die tatsächlichen Apartheidsverhältnisse in Südafrika waren in Deutschland bekannt und in Teilen der Bevölkerung ein Diskussionsthema, wie nach Unterstützungsnoten aus dem Kreis der Evangelischen Frauenarbeit und dem damit verbundenen Früchteboykott zu schließen ist. Andererseits fand Südafrika in Mitteleuropa auch Unterstützer seiner Politik. Eine 1974 in deutscher Sprache herausgegebene Schrift des Informationsministeriums in Pretoria wandte sich an deutschsprachige Leser und setzte sich rechtfertigend mit der internationalen und inneren Kritik an der Apartheid auseinander. Darin wurden die „Anti-Apartheid-Bewegung“ und die „Vertreter der Terroristenorganisationen und der Weltkirchenrat“ zu Staatsfeinden erklärt. Dem Weltkirchenrat bescheinigt die Propagandaschrift, „den terroristischen Bewegungen in Afrika sowohl geistige Unterstützung als auch Gelder“ zu liefern. Ferner meinten die ungenannten Autoren unter den Apartheid-Kritikern „bornierte Geister“ zu finden und dass „viele selbsternannte Experten“ prophezeiten, „dass die südafrikanische Regierungspolitik in einer Katastrophe enden würde“. Gleichzeitig gaben sie einen Einblick in ihre Auffassung von Pressefreiheit, indem sie in Hinblick auf kritische Berichterstattungen „von den alten Dickschädeln, die in Presse, Rundfunk und Fernsehen immer wieder das gleiche tun“ sprachen.
Positive Haltungen zu den Apartheidsverhältnissen, insbesondere zu den damit beabsichtigt herbeigeführten sozio-ökonomischen Segregationsprozessen, drangen bis in wissenschaftliche Arbeiten Deutschlands ein und wurden als „räumliche Auswirkungen einer politischen Idee“ gekennzeichnet. Das geschah in der Weise, dass beispielsweise die Etablierung der Homelands als „Hinführung zur innenpolitischen Autonomie“ bezeichnet wurde oder die dort geplanten Ortsgründungen als „[…] eingerichtet als Ansatzpunkte städtischer Entwicklung (s. Smit and Boysen 1977)“, um „im Laufe der Zeit eine solche Attraktivität zu entwickeln, dass aus den weißen Gebieten eine Rückwanderung in diese neuen Städte einsetzt, sowie als Ansatzpunkte einer industriellen Entwicklung innerhalb der Homelands zu dienen“.

#### Großbritannien
Auch in Großbritannien fand das Apartheidregime Unterstützung für seine Politik. Margaret Thatcher bezeichnete den ANC in einer Pressekonferenz auf der Commonwealth-Konferenz in Vancouver im Jahre 1987 als „terroristische Organisation“ und bediente im selben Statement antikommunistische Stereotype des Kalten Kriegs. Im selben Jahr erschienen Mitglieder der Young Conservatives, der Jugendorganisation der Conservative Party, auf einem Parteitag mit Hang Nelson Mandela!-Abzeichen (deutsch: „Erhängt Nelson Mandela!“).

#### Schweiz
Schweizer Banken und Industrieunternehmen ignorierten wiederholt und massiv die UN-Sanktionen (da sich die Schweiz als damaliges Nicht-UNO-Mitglied an UN-Sanktionen nicht halten musste) und erleichterten dadurch die Praxis des Apartheidregimes. Die Schweizer Regierung äußerte, wenn überhaupt, nur halbherzig Kritik. Dagegen gab es sogar enge Kontakte auf diplomatischer Ebene. Seit 1980 hatte der südafrikanische Militärattaché seinen Dienstsitz in Bern, zuvor noch in Rom, Köln und Wien; bereits zu dieser Zeit verweigerten andere Staaten dessen Akkreditierung.

#### Israel
Durch die internationale Isolation Israels nach dem Sechstagekrieg verstärkten sich die Beziehungen zu Südafrika. Vor allem auf militärischem Gebiet entwickelte sich eine enge Zusammenarbeit. Dazu gehörten neben konventionellen Waffenlieferungen auch lange geheim gehaltene Kooperationsprojekte zu Atomwaffen.

### Unterstützung aus dem Ausland gegen die Apartheid

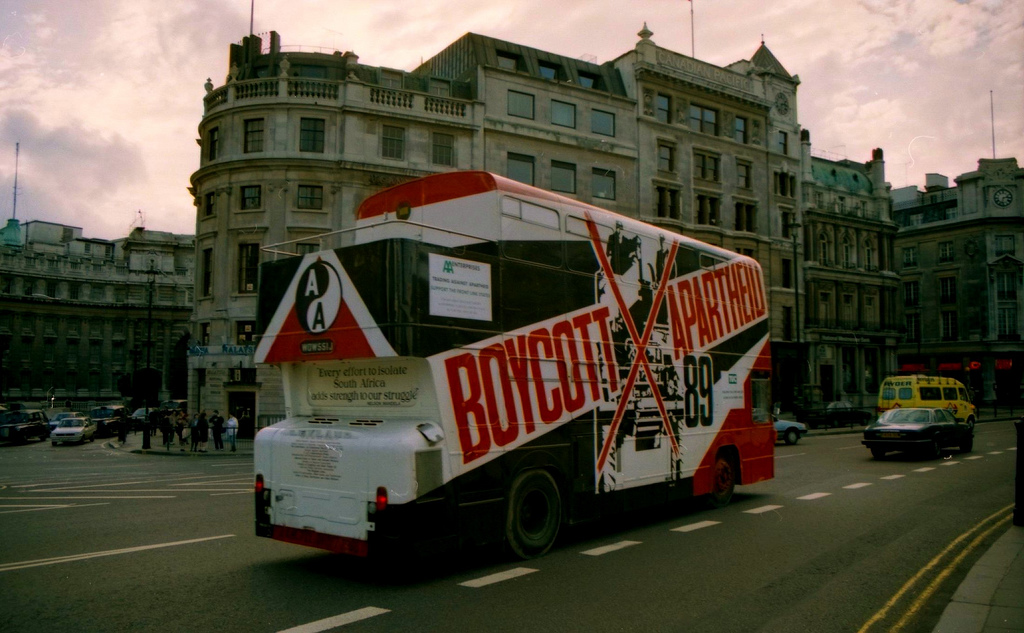
Bus einer englischen Anti-Apartheid-Kampagne, 1989

In vielen Ländern gab es Unterstützung für die Bevölkerungsmehrheit Südafrikas im Kampf gegen die Apartheid. Sowohl der ANC, die Black Consciousness Movement als auch kirchliche Organisationen hatten viele Kontakte, zum Beispiel zum Weltkirchenrat, den Vereinten Nationen und kleineren Organisation wie der Anti-Apartheid-Bewegung in Deutschland und der Evangelischen Frauenarbeit in Deutschland. Dazu kamen viele lokale Gruppierungen, die oft mit Dritte-Welt-Läden zusammenarbeiteten. Unterstützt wurden diese Gruppen auch aus der SPD. So forderten die Bundestagsabgeordneten Lenelotte von Bothmer und Hans-Jürgen Wischnewski zum Beispiel 1973 eine Einschränkung der wirtschaftlichen Beziehungen Deutschlands zu Südafrika.
Um auf die Situation in Südafrika aufmerksam zu machen, wurde insbesondere zum Boykott südafrikanischer Produkte aufgerufen. Die in Großbritannien sehr aktive Anti-Apartheid Movement, woran auch Ambrose Reeves und Trevor Huddleston maßgeblich beteiligt waren, erzielte damit erhebliche Erfolge. Deren Wirkungen waren so deutlich, dass der britische Premierminister Harold Macmillan in seiner sogenannten Wind-of-Change-Rede vor beiden Kammern des südafrikanischen Parlaments am 3. Februar 1960 in Kapstadt darauf hinwies. Zur Unterstützung von politisch Verfolgten und ihren Familien entstanden bereits 1956 finanzielle Hilfsstrukturen zwischen Südafrika und dem Vereinigten Königreich, die sich später mit dem International Defence and Aid Fund for Southern Africa weltweit ausbreiteten.
Im Zuge dieser internationalen Protestentwicklung entstanden viele kleinere Aktionen unter anderem auf den Deutschen Evangelischen Kirchentagen. Der Früchteboykott wurde von Südafrikanern angeregt und dann von den lokalen Gruppen in ihren jeweiligen Ländern propagiert. Neben dem Boykott der Früchte aus Südafrika wurde auch gegen die die Apartheid unterstützenden Geschäfte deutscher Großbanken protestiert.
Die Bemühungen des ANC im Ausland zur Verdeutlichung der Apartheidsverhältnisse im damaligen Südafrika bewirkten an vielen Orten der Welt Reaktionen von der Gewährung seiner Aktivitäten auf fremden Territorien bis zur aktiven Unterstützung konkreter Projekte. Beispielsweise unterhielt der ANC in London seine wichtigste Auslandsvertretung und sammelte auf diese Weise politische, wissenschaftliche, logistische und finanzielle Unterstützung für zahlreiche Vorhaben. Eines dieser Projekte bestand in einer umfangreich gegliederten Bildungseinrichtung auf dem Staatsgebiet von Tansania. Zwischen 1978 und 1992 wurde dort im Solomon Mahlangu Freedom College eine Schul- und Hochschulbildung durch einen international zusammengesetzten Lehrkörper für ausgewählte Südafrikaner gewährleistet.
Die von der indischstämmigen und farbigen Bevölkerungsgruppe Südafrikas initiierten Antiapartheidsbestrebungen ermöglichten ihrerseits weitere Unterstützeraktivitäten, wie beispielsweise Studiermöglichkeiten in Indien durch direkte Protektion der Staatspräsidentin Indira Gandhi oder neue Schulprojekte in Slumsiedlungen der damaligen Provinz Natal. Eine zentrale Rolle spielte innerhalb der Organisation dieses politischen Prozesses die südafrikanische Soziologieprofessorin Fatima Meer.
Der Iran versah die Reisepässe seiner Bürger mit einem Stempel, welcher die Einreise iranischer Bürger in Südafrika untersagte. Länder wie Tansania untersagten die Einreise, wenn im Pass ersichtlich war, dass der Inhaber sich in Südafrika aufgehalten hatte.

#### Vereinte Nationen
Die Vereinten Nationen haben seit ihrer Gründung die Apartheid als gravierendes Beispiel einer systematischen Rassentrennung verurteilt. Die Mehrheiten in den Organen der Vereinten Nationen haben sich vor allem durch das Wachstum der Vereinten Nationen durch den Beitritt vieler Staaten der Dritten Welt auf der XV. Sitzung der Generalversammlung der UN (1959) zuungunsten der Politik der Apartheid verschoben. Die Veränderung der Mehrheitsverhältnisse beeinflusste auch die Haltung der westlichen Staaten, inklusive der Bundesrepublik, die ab den 1970er Jahren vermehrt Resolutionen der Generalversammlung gegen die Apartheid unterstützten, sofern diese nicht zu Gewalt aufriefen oder Anti-Apartheidsorganisationen erwähnten, die als marxistisch eingeschätzt wurden.
Zu den wichtigsten Reaktionen zählt die Resolution 1761 aus der XVII. Sitzung der UN-Generalversammlung vom 6. November 1962 unter Leitung von Muhammad Zafrullah Khan bezüglich der Apartheidpolitik der Südafrikanischen Regierung, die mit dieser Erklärung unter Aufruf zu Sanktionen verurteilt wurde.
Von den Vereinten Nationen wurde die Entwicklung der Apartheidpolitik kontinuierlich beobachtet. Auf dem 6. Kongress der Vereinten Nationen für Verbrechensverhütung und die Behandlung Straffälliger zwischen dem 25. August und 5. September 1980 in Caracas wurde über den Fortschritt der am 18. Juli 1976 in Kraft getretenen Internationale Konvention über die Bekämpfung und Bestrafung des Verbrechens der Apartheid berichtet. Bis zum 1. Mai 1980 hatten sie 56 Staaten ratifiziert oder waren ihr beigetreten. Die UN-Menschenrechtskommission forderte die UN-Sonderkommission gegen die Apartheid (Special Committee on the Policies of Apartheid of the Government of the Republic of South Africa) auf, zusammen mit aus Südafrika stammenden Experten eine Liste zu erstellen, worin Personen, Institutionen, Organisationen und offizielle Repräsentanten der Republik Südafrika erfasst werden sollten, die für Verbrechen nach Artikel 2 der internationalen Konvention als verantwortlich angesehen wurden.
Initiiert durch die Vereinten Nationen, gab es einen weitgehenden Boykott kulturellen Austauschs mit Südafrika. Paul Simon machte mit seinem 1986 erschienenen Album Graceland, an dem zahlreiche südafrikanische Musiker mitwirkten, auf die Apartheid aufmerksam. Er wurde aber gleichzeitig kritisiert, weil er dem Boykott nicht gefolgt war.

#### Europäische Gemeinschaft
Die Europäische Gemeinschaft (EG) hatte sich 1985 im Rahmen der europäischen politischen Zusammenarbeit auf eine abgestimmte Haltung zu Südafrika festgelegt und ein Sonderprogramm zugunsten von Opfern der Apartheidpolitik entwickelt, das man ab 1986 praktizierte. Am 16. September 1986 beschlossen die Außenminister der EG gemeinsame Sanktionen, die unter anderem Investitionen in Südafrika sowie den Import von südafrikanischem Stahl, Eisen und Goldmünzen (Krugerrand) verboten. Das im Entwurf vorgesehene Verbot des Imports von Kohle – zu jenem Zeitpunkt gingen zwei Drittel der Kohleexporte Südafrikas in EG-Länder – wurde auf Betreiben der deutschen und unterstützt von der portugiesischen Regierung nicht in den beschlossenen Text aufgenommen.

### Boykotthintertreibung durch eine PR-Firma
Im Jahr 2019 aufgetauchte Dokumente enthüllen, dass ab den 1970er Jahren die PR-Agentur Hennenhofer damit beauftragt war, eine deutsche Boykott-Beteiligung zu verhindern. Unter anderem mit bezahlten „Informationsreisen“ nach Südafrika wurden verschiedene Politiker und Journalisten zu diesem Zweck wirkungsvoll eingespannt.

## Das Ende der Apartheid

### Prozess des Übergangs
Die Proteste der Schwarzen sowie andere Faktoren ließen die Apartheid ab 1974 immer mehr bröckeln. Die Vollversammlung der UN nahm im Dezember 1973 die „Konvention zur Bekämpfung und Ahndung des Verbrechens der Apartheid“ an, die 1976 in Kraft trat. Die Präambel dieser Konvention betonte, dass Apartheid als Verbrechen gegen die Menschlichkeit einzustufen ist. Straftatbestände wurden benannt, so dass mit dieser Konvention eine Strafbarkeit nach internationalem Völkerrecht begründet wurde. Die burische Regierung näherte sich in langsamen Schritten den schwarzen Vorstellungen an. Die schwarze Opposition wurde immer stärker, obwohl ihre bekanntesten Führer im Gefängnis saßen. Höhepunkte des Widerstandes in den 1970er Jahren waren Streiks in Natal (1973) sowie der Aufstand in Soweto 1976. Dem schwarzen Widerstand begegnete die Regierung mit Notmaßnahmen, die allerdings die staatlichen Kapazitäten sprengten. Die Kosten der Apartheid waren nicht mehr länger tragbar.
Der ANC wurde vom Westen während des Kalten Krieges als revolutionär und prokommunistisch angesehen. Trotz gewisser Sanktionen stützten die USA und Westeuropa das weiße Apartheidregime als Bollwerk gegen den Kommunismus, auch weil Südafrika bedeutende Uranvorkommen hat. Nachdem die portugiesischen Kolonien Moçambique und Angola unabhängig und zum Schauplatz blutiger Kriege geworden waren, erschien die Unterstützung Südafrikas noch wichtiger. Mit dem Ende des Kalten Krieges verlor dieses Element freilich seine Bedeutung, und das alte Regime Südafrikas wurde vom Westen fallen gelassen.
Wirtschaftlich geriet Südafrika schon seit 1983 in Schwierigkeiten, als der Goldpreis auf dem Weltmarkt zu verfallen begann. Die durch die europäischen und amerikanischen Sanktionen geschwächte ökonomische Situation verschärfte sich damit weiter.
Der Reformierte Weltbund schloss die niederländisch-reformierte Kirche Südafrikas aus und erhöhte so den moralischen Druck auf einen Wandel.
Die zunehmend verbesserte Organisation der nichtweißen Opposition, die in den 1980er Jahren faktisch die Verwaltung der Townships übernahm, führte zum permanenten Ausnahmezustand von 1985 bis 1990. Angestoßen durch die Dakar-Konferenz im Juli 1987, bei der sich Vertreter des ANC im Exil mit einer Gruppe weißer Oppositioneller aus Südafrika über Möglichkeiten einer friedlichen Überwindung der Apartheid ausgetauscht hatten, begann ein teilweise geheimer Dialog mit den Führern des ANC im Exil über die Zukunft Südafrikas nach der Apartheid.
1989 trat Frederik Willem de Klerk die Nachfolge von Pieter Willem Botha als südafrikanischer Staatspräsident an. De Klerk übernahm sogleich die geheimen Verhandlungen mit dem noch immer inhaftierten ANC-Führer Mandela. Er stellte Mandela die sofortige Freilassung in Aussicht, wenn dieser gewisse Konditionen, wie beispielsweise die Abkehr vom bewaffneten Widerstand, annähme, worauf Mandela jedoch nicht einging. De Klerk ließ Mandela aufgrund des steigenden Druckes zusammen mit den übrigen politischen Gefangenen im Jahre 1990 frei. Die beiden Widerstandsparteien ANC und PAC wurden wieder legalisiert.
Aufgrund dieser in ihrer Summe bedeutsamen Faktoren, also des Widerstandes der Schwarzen, des internationalen Druckes, der ökonomischen Krise, des Wechsels der Regierungsführung von Botha zu de Klerk sowie der Standhaftigkeit Mandelas bei den Verhandlungen mit de Klerk, brach die weiße Autorität in den frühen 1990er Jahren Schritt für Schritt zusammen. Bei einem Referendum im März 1992 sprachen sich 68,7 Prozent der Weißen für die Abschaffung der Rassentrennungspolitik aus.
De Klerk hob wesentliche Gesetze auf, die als Pfeiler der Apartheid galten. Darunter waren der Population Registration Act, der Group Areas Act und der Land Act. Die Homelands existierten allerdings weiter; diesbezüglich änderte sich nur wenig.
Die Übergangsphase von der Apartheid zur angestrebten rechtlichen und ökonomischen Gleichstellung aller Einwohner Südafrikas dauerte von 1990 bis 1994. Während dieser Zeit wurde die Gesetzgebung der Rassentrennung verändert. Alle in Südafrika lebenden Menschen konnten sich nun frei und ohne Restriktionen bewegen. Viele Schwarze nutzten diese Chance und zogen in Städte. Seit November 1993 gab es eine plural zusammengesetzte Regierung, das Transitional Executive Council. Des Weiteren war die Übergangsphase geprägt von blutigen Konflikten zwischen der Inkatha-Partei Mangosuthu Buthelezis und dem ANC. Buthelezi, Führer des Homelands KwaZulu, sah durch das neue Staatssystem seine Macht bedroht und bekämpfte die Arbeiten an einer neuen Verfassung sowie die Wahlvorbereitungen. Erst durch den Einfluss von Washington Okumu, einem Freund aus Kenia, lenkte Buthelezi ein und erklärte eine Woche vor dem Wahltermin die Teilnahme seiner politischen Bewegung Inkatha. In kürzester Zeit mussten die Stimmzettel mit Aufklebern ergänzt werden. Die vorausgegangenen politischen Unruhen, nicht nur der zwischen ANC und Inkatha, dauerten von 1990 bis 1994 und forderten mehrere tausend Todesopfer. Nebst Buthelezi standen auch Lucas Mangope und Oupa Gqozo, die Führer der Homelands Bophuthatswana und Ciskei, den sich abzeichnenden Veränderungen ablehnend gegenüber. Die Angst vor persönlichen Verlusten förderte in dieser Situation ein Festhalten am alten System. Andere Homeland-Verantwortliche kooperierten mit den Plänen des ANC und versuchten durch Anpassung eine günstige Position in den künftigen Machtverhältnissen zu erlangen.
Im März 1995 wurde im südafrikanischen Parlament die Frage nach der Zahl der Opfer während dieser Unruhen durch den Polizeiminister beantwortet. Nach den Unterlagen der Regierung sollen es ohne die Homelands 5007 Personen gewesen sein, die im Verlaufe der zahlenmäßigen angestiegenen politischen Konflikte zwischen 1992 und 1994 den Tod gefunden hatten. Das South African Institute of Race Relations veröffentlichte unter Einbeziehung der damaligen Homelands folgende Zahlen: 3347 Tote im Jahr 1992, 3794 Tote 1993 und 2476 Tote 1994. Zudem sind noch im Jahr 1995 im Verlaufe politischer Unruhen 1044 Menschen getötet worden.
Die ausgehandelte Übergangsverfassung trat 1994 in Kraft. Danach würden alle fünf Jahre Regierungswahlen stattfinden. Ferner wurde das Land in neun statt in bisher vier Provinzen unterteilt. So kam es 1994 zu den ersten allgemeinen, gleichen und geheimen Wahlen Südafrikas. Der ANC gewann mit 62,6 Prozent überragend, es folgte die Nasionale Party (NP) mit 20,4 Prozent und die Inkatha Freedom Party mit 10,5 Prozent. Mandela wurde zum ersten Präsidenten unter der neuen Verfassungsordnung ernannt. Ihm zur Seite standen zwei populäre Vizepräsidenten, de Klerk von der NP und Thabo Mbeki vom ANC. Buthelezi wurde Premier der Provinz Kwazulu-Natal, er konnte seine Macht also über die bisherige Homelandgrenze ausdehnen. Mandela und de Klerk erhielten 1993 den Friedensnobelpreis.

### Wahrheits- und Versöhnungskommission
Die Wahrheits- und Versöhnungskommission (Truth and Reconciliation Commission, TRC) wurde eingerichtet, um politisch motivierte Verbrechen zu verhandeln, die während der Zeit der Apartheid begangen worden waren. Sie geht in ihrer Entstehung zurück auf eine Initiative des ANC und des damaligen Justizministers Abdullah Omar im Jahr 1994 und wurde im Januar 1996 durch Präsident Nelson Mandela eingesetzt. Vorsitzender war Desmond Tutu. Die Wahrheits- und Versöhnungskommission bestand aus drei Ausschüssen, die jeweils unterschiedliche Aufgaben übernahmen:
- das Komitee für die Aufklärung der Verbrechen während der Apartheid,
- das Komitee für die Entschädigung der Opfer,
- das Komitee für die Gewährung der Amnestie.

Wesentliches historisches Vorbild für ihre Errichtung war die Rettig–Kommission (Comisión Nacional de Verdad y Reconciliación) in Chile mit ihrem Bericht von 1991 über die Menschenrechtsverletzungen der Regierung unter Augusto Pinochet.
Die Kommission wurde für 18 Monate einberufen und ihre Arbeit konnte um ein halbes Jahr verlängert werden. Der relativ kurze Zeitraum ihres Wirkens war bereits zur Einberufung umstritten, da die Fülle der zu behandelnden Fälle in dieser Zeit kaum zu bearbeiten schien. Allerdings galt es auch, die Folgen des Apartheidsystems schnell öffentlich zu machen, sowohl um gegebenenfalls Entschädigungen nicht erst nach vielen Jahren zu zahlen, als auch, um den schmerzhaften Prozess der Aufklärung nicht unnötig in die Länge zu ziehen.
Ihr Ziel war es, Opfer und Täter in einen „Dialog“ zu bringen und somit eine Grundlage für die Versöhnung der zerstrittenen Bevölkerungsgruppen zu schaffen. Vorrangig hierbei war die Anhörung beziehungsweise die Wahrnehmung des Erlebens des jeweils anderen.
Den Angeklagten wurde Amnestie zugesagt, wenn sie ihre Taten zugaben, den Opfern wurde finanzielle Hilfe versprochen. Ziel war die Versöhnung mit den Tätern sowie ein möglichst vollständiges Bild von den Verbrechen, die während der Apartheid verübt worden waren, zu bekommen. Sämtliche Anhörungen waren deshalb öffentlich. Am 29. Oktober 1998 präsentierte die Wahrheits- und Versöhnungskommission ihren Abschlussbericht. Vor allem von Seiten der Schwarzen wurde kritisiert, dass die Gedanken der Versöhnung und Amnestie Vorrang vor der Gerechtigkeitsfindung hatten.

### Apartheid als Verbrechen im Völkerrecht
Die mit der Apartheid verbundenen Diskriminierungen und Menschenrechtsverstöße sind mittlerweile auch im internationalen Recht – losgelöst von der mittlerweile überwundenen Apartheid in Südafrika – als Verbrechen gegen die Menschlichkeit definiert. Durch das Römische Statut über die Schaffung eines Internationalen Strafgerichtshofs wurde die Apartheid der Zuständigkeit dieses Gerichtshofs unterworfen. Das Statut wurde auf einer Staatenkonferenz in Rom im Jahre 1998 angenommen und seither von 139 Staaten unterzeichnet und von 114 Staaten ratifiziert. Es ist seit dem Jahre 2002 in Kraft. Somit können derartige Vorgänge mittlerweile international strafrechtlich verfolgt werden. Diese Entwicklung wurde maßgeblich dadurch motiviert, dass es früher keine derartige Rechtsgrundlage gab, so dass die Apartheid in Südafrika bzw. die Verantwortlichen juristisch praktisch nicht belangt werden konnten.
Adriaan Vlok war der erste Minister des früheren Apartheidregimes, der sich in einem Prozess gegen frühere Mitglieder der Sicherheitsbehörden vor einem Gericht für Verbrechen, die er während seiner Amtszeit begangen hatte, verantworten musste und dafür rechtskräftig verurteilt wurde.

### Weitere Folgen für Südafrika
Die über Jahre anhaltenden Unruhen hatten Südafrika in eine ökonomische Krise gestürzt. Diese brachte eine hohe Staatsverschuldung mit sich. Im Weiteren sollten die Ungleichheiten zwischen den Bevölkerungsgruppen beseitigt werden. Dies würde unter anderem bessere Schulen und eine bessere Gesundheitsversorgung für Schwarze bedeuten. Beides war jedoch mit hohen Kosten verbunden. Unterschiedlichste Interessen führten zu verschiedenen Landstreitigkeiten. Schwarze, die während der Apartheid ihr Land aufgeben mussten und gezwungen worden waren, in die Homelands zu ziehen, forderten ihr Land zurück. Die nun dort ansässigen Weißen oder Industriebetriebe machten ihre jüngeren Rechte geltend.
1999 stieg Mbeki vom Vizepräsidenten zum Präsidenten auf. Er intensivierte in der Folge die Privatisierung von Staatsbetrieben. Dies führte zu Stellenabbau und zu steigenden Strom- und Wassertarifen. Immer mehr schwarze Arbeiter, die vor allem unter diesen Maßnahmen zu leiden haben, wurden zunehmend unzufrieden mit der Politik des ANC. Sie werfen ihm vor, dass der ANC zwar von der linken Arbeiterklasse gewählt worden sei, jedoch im Interesse der rechten Bourgeoisie regiere.

### Allgemeine Abhandlungen
in der Reihenfolge des Erscheinens
- Freimut Duve: Kap ohne Hoffnung oder die Politik der Apartheid. Rowohlt, Reinbek 1965.
- Francis Wilson, Gottfried Wellmer, Ulrich Weyl, Harold Wolpe et al.: Wanderarbeit im Südlichen Afrika. Ein Reader. Informationsstelle Südliches Afrika e. V., Bonn 1976, ISBN 3-921614-30-9.
- Ernst Klimm, Karl-Günther Schneider, Bernd Weise: Das südliche Afrika. Wissenschaftliche Länderkunden; Bd. 17. Wiss. Buchgesellschaft, Darmstadt 1980, ISBN 3-534-04132-1.
- Marianne Cornevin: Apartheid – Mythos und Wirklichkeit. Aus dem Französischen übersetzt von Gerd Meuer. Hammer, Wuppertal 1981, ISBN 3-87294-189-5.
- Vincent Crapanzano: White Walls Waiting: The Whites of South Africa. Random House, New York 1985, ISBN 978-0-394-50986-0.
- Christoph Sodemann: Die Gesetze der Apartheid. Bonn 1986, ISBN 3-921614-15-5.
- Philip Bonner, Peter Delius, Deborah Posel: Apartheid’s genesis 1935–1962. Ravan Press, Witwatersrand University Press, Braamfontein 1993, ISBN 0-86975-440-8.
- William Beinart, Saul Dubow (Hrsg.): Segregation and Apartheid in Twentieth-Century South-Africa. Routledge, London 1995, ISBN 978-0-415-10357-2.
- T. W. Bennet: African Land – A History of Dispossession. In: Reinhard Zimmermann, Daniel Visser: Southern Cross. Civil Law and Common Law in South Africa. Oxford University Press, New York 1996, ISBN 0-19-826087-3.
- Stephan Kaußen: Von der Apartheid zur Demokratie. Die politische Transformation Südafrikas. Westdeutscher Verlag, Opladen 2003, ISBN 3-531-14112-0.
- Birgit Morgenrath, Gottfried Wellmer: Deutsches Kapital am Kap. Edition Nautilus, Hamburg 2003, ISBN 978-3-89401-419-3.
- Robin Renwick: The End of Apartheid: Diary of a Revolution. Biteback Publishing, London 2015, ISBN 978-1-84954-792-5 (Print); ISBN 978-1-84954-865-6 (E-Book). Rezension in THE GUARDIAN, 4. März 2015: https://www.theguardian.com/books/2015/mar/04/the-end-of-apartheid-diary-of-revolution-robin-renwick-review
- Knud Andresen, Detlef Siegfried (Hrsg.): Apartheid und Anti-Apartheid – Südafrika und Westeuropa. Zeithistorische Forschungen 13 (2016), Heft 2.
- Ulrich van der Heyden: Der Dakar-Prozess. Der Anfang vom Ende der Apartheid in Südafrika. Solivagus Praeteritum, Kiel 2018, ISBN 978-3-947064-01-4.

### Kirchen und Apartheid
in der Reihenfolge des Erscheinens
- Lesley Cawood: The Churches and Race Relations in South Africa. SAIRR, Johannesburg 1964.
- Peter Randall: Südafrikas Zukunft. Christen zeigen neue Wege. Schlußbericht des Study Project on Christianity in Apartheid Society, Stuttgart, Bonn 1974, ISBN 3-921314-09-7.
- Elisabeth Adler: Apartheid als Herausforderung für Südafrikas Christen und Kirchen. Wie lange noch? Union Verlag, Berlin 1983.
- Heinz Nordholt: Apartheid und Reformierte Kirche: Dokumente eines Konflikts. Neukirchener Theologie, Neukirchen 1983, ISBN 3-7887-0739-9.
- Gisela Albrecht, Hartwig Liebich (Red.): Bekenntnis und Widerstand. Kirchen Südafrikas im Konflikt mit dem Staat. Missionshilfe Verlag, Hamburg 1983, ISBN 3-921620-25-2.
- Markus Büttner, Werner Klän: Friedrich Wilhelm Hopf. Ein lutherischer Theologe im Kirchenkampf des Dritten Reichs, über seinen Bekenntniskampf nach 1945 und zum Streit um seine Haltung zur Apartheid. Edition Ruprecht, Göttingen 2012, ISBN 978-3-7675-7157-0, S. 219–379.
- Werner Klän, Gilberto Da Silva: Mission und Apartheid. Ein unentrinnbares Erbe und seine Aufarbeitung durch lutherische Kirchen im südlichen Afrika. Edition Ruprecht, Göttingen 2013, ISBN 978-3-8469-0132-8.
- Sebastian Tripp: Fromm und politisch. Christliche Anti-Apartheid-Gruppen und die Transformation des westdeutschen Protestantismus 1970–1990. Wallstein-Verlag, Göttingen 2015, ISBN 978-3-8353-1628-7.
- Sebastian Justke, Sebastian Tripp: Ökonomie und Ökumene. Westdeutsche und südafrikanische Kirchen und das Apartheid-System in den 1970er- und 1980er-Jahren. In: Zeithistorische Forschungen 13 (2016), S. 280–301.

### Biographien
- Lutz Brinkmann: Sandown – weiße Kindheit im Apartheidsstaat. dunkelblau Verlag, 2004, ISBN 3-9810007-0-6.
- Frederik Willem de Klerk: The Last Trek – A New Beginning. Autobiographie. St. Martin’s Press New York, 1998, ISBN 0-312-22310-2.
- Frederik Willem de Klerk: Frederik Willem de Klerk – Eine Hoffnung für Südafrika. Verlag Busse Seewald, Herford 1991, ISBN 3-512-03072-6.
- Nelson Mandela: Der lange Weg zur Freiheit. Autobiographie. S. Fischer-Verlag, Frankfurt am Main, ISBN 3-10-047404-X.
- Pumla Gobodo-Madikizela: Das Erbe der Apartheid – Trauma, Erinnerung, Versöhnung. Vorwort von Nelson Mandela. Nachwort von Jörn Rüsen. Verlag Barbara Budrich, Opladen 2006, ISBN 3-86649-025-9.
- The Nelson Mandela Foundation: A Prisoner in the Garden. Viking Studio, 2006, ISBN 0-670-03753-2.
- Mark Mathabane: Kaffern Boy – Ein Leben in der Apartheid. Ehrenwirth Verlag, 1986, ISBN 3-431-02915-9 (Originaltitel: Kaffir Boy).
- Miriam Mathabane: Mein Herz blieb in Afrika – Der Schicksalsweg einer jungen Frau vom Township in die Freiheit. List, 2000, ISBN 978-3-471-79428-9.
- Trevor Noah: Farbenblind (Originaltitel: Born a Crime). Blessing, München 2017, ISBN 978-3-89667-590-3.
- Ruth Weiss: Meine Schwester Sara. Deutscher Taschenbuch Verlag, 2004, ISBN 3-423-62169-9.

## Filme
- Apartheid in South Africa - Documentary on Racism, Interviews with Black & Afrikaner Leaders, 1957 auf YouTube, abgerufen am 24. Februar 2024 (englisch; Beteiligte: ein Rechtsanwalt, Black Sash, DRC, Ambrose Reeves, Mr. Prinsloo, Alan Paton und Andere; Laufzeit: 33:57).
- Schrei nach Freiheit (Originaltitel: Cry Freedom), Vereinigtes Königreich 1987, Regie: Richard Attenborough, mit Kevin Kline und Denzel Washington
- Witness to Apartheid, USA 1986, Regie: Sharon I. Sopher/Kevin Harris (Dokumentarfilm)
- Weiße Zeit der Dürre (Originaltitel: A Dry White Season), USA 1989, Regie: Euzhan Palcy, mit Donald Sutherland, Marlon Brando, Jürgen Prochnow und Susan Sarandon
- Im Glanz der Sonne (Originaltitel: The Power of One), USA/Frankreich/Deutschland/Australien 1992, Regie: John G. Avildsen, mit Stephen Dorff, Armin Mueller-Stahl, Morgan Freeman, John Gielgud, Daniel Craig
- Red Dust – Die Wahrheit führt in die Freiheit (Originaltitel: Red Dust), Vereinigtes Königreich/Südafrika 2004, Regie: Tom Hooper, mit Hilary Swank und Chiwetel Ejiofor
- Drum – Wahrheit um jeden Preis (Originaltitel: Drum) Südafrika/USA/Deutschland 2004, Regie: Zola Maseko, mit Taye Diggs, Gabriel Mann, Jason Flemyng, Bonginkosi Dlamini
- In My Country, USA 2004, Regie: John Boorman, mit Samuel L. Jackson und Juliette Binoche. Das Drehbuch, geschrieben von Ann Peacock, basiert auf Antjie Krogs halb-fiktionalem Buch Country of My Skull.
- Catch a Fire, USA/Kanada/Spanien/Australien/Deutschland/Südafrika 2006, Regie: Phillip Noyce, mit Tim Robbins und Derek Luke
- Goodbye Bafana, Deutschland/Frankreich/Belgien/Vereinigtes Königreich/Italien/Südafrika 2007, Regie: Bille August, mit Joseph Fiennes und Dennis Haysbert
- Die verborgene Welt (Originaltitel: The World Unseen), Vereinigtes Königreich/Südafrika 2007, mit Lisa Ray und Sheetal Sheth
- In schwarzer Haut (Originaltitel: Skin), Vereinigtes Königreich/Südafrika 2008, Regie: Anthony Fabian, mit Sophie Okonedo, Sam Neill, Alice Krige
- District 9, Südafrika/Neuseeland 2009, Regie: Neill Blomkamp, mit Sharlto Copley und Jason Cope
- Endgame, Vereinigtes Königreich 2009, Regie: Pete Travis, mit William Hurt und Chiwetel Ejiofor